# Denver
Vous lisez un « article de qualité » labellisé en 2008.
Cet article concerne la ville américaine de l'État du Colorado. Pour les autres significations, voir Denver (homonymie).
Denver (prononcé en anglais américain /ˈdɛn.vəɹ/) est la capitale et la ville la plus peuplée de l'État du Colorado, aux États-Unis.
Située dans le centre-ouest du pays, dans la vallée de la rivière South Platte sur le flanc ouest des Grandes Plaines, la ville est à moins d'une trentaine de kilomètres à l'est du Front Range, la chaîne de montagnes orientale des montagnes Rocheuses. Denver est surnommée la Mile-High City car son altitude officielle exacte est d'un mile (1 609 m). Son capitole, dont le dôme est recouvert de feuilles d'or, possède une plaque commémorative indiquant cette hauteur symbolique.
Selon le Bureau du recensement des États-Unis, la ville compte 715 522 habitants en 2020, ce qui la classe au 26e rang des villes américaines ; la zone métropolitaine Denver-Aurora, quant à elle, compte 2 963 821 habitants, la classant au 19e rang des agglomérations américaines. La zone urbaine de Denver-Aurora-Boulder compte environ 3 millions d'habitants.
Denver dispose de deux quartiers centraux situés côte à côte. Le premier, similaire à ceux des autres villes américaines et appelé Downtown, accueille de nombreux gratte-ciel ; la municipalité considère qu'il est le dixième en importance du pays. Néanmoins, l'artère principale de ce centre (16th Street) est piétonne. Un second centre, datant du XIXe siècle, existe autour de la gare de l'Union construite peu après la ruée vers l'or qui a commencé dans la région. Ce quartier dénommé Lower Downtown ou LoDo, constitué d'immeubles de trois ou quatre étages, a gardé son cachet d'époque.

## Étymologie

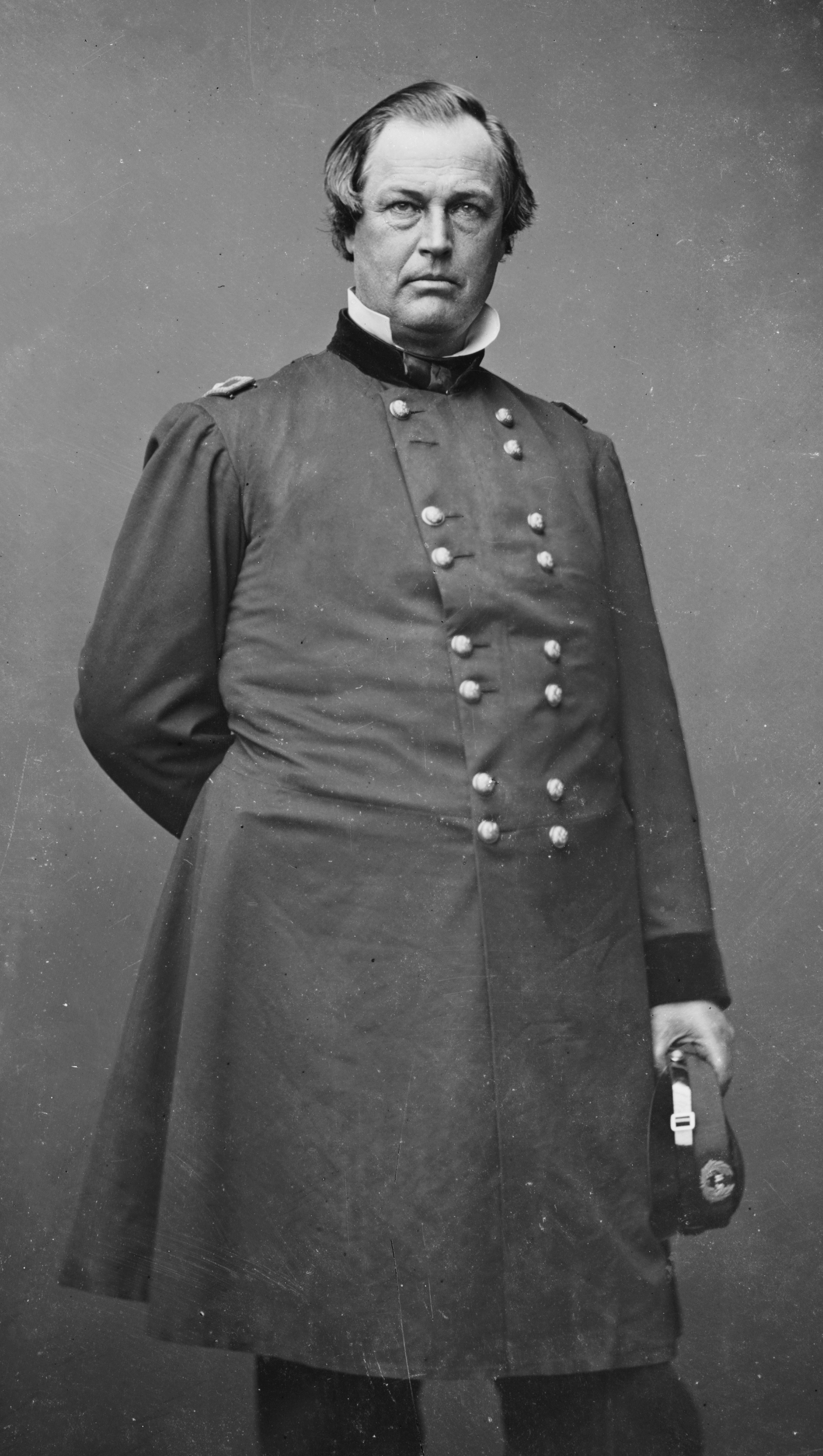
James W. Denver entre 1855 et 1865.

Le général William Larimer nomma la ville Denver City en hommage au gouverneur territorial du Kansas James William Denver ; plus tard, le nom a été abrégé en Denver. En anglais, on appelle les habitants de Denver les Denverites.
Le surnom le plus courant de Denver est The Mile-High City. La ville est aussi connue sous le nom Queen City of the Plains en raison de son rôle important dans l'agriculture des Grandes Plaines.

## Héraldique
Comme toute ville américaine, Denver possède son propre drapeau et ses armoiries qui témoignent de l'histoire de la ville et de sa relation avec son environnement.

## Histoire

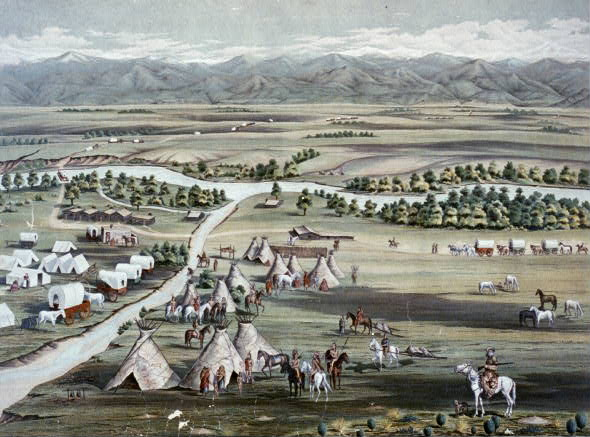
Denver en 1859.

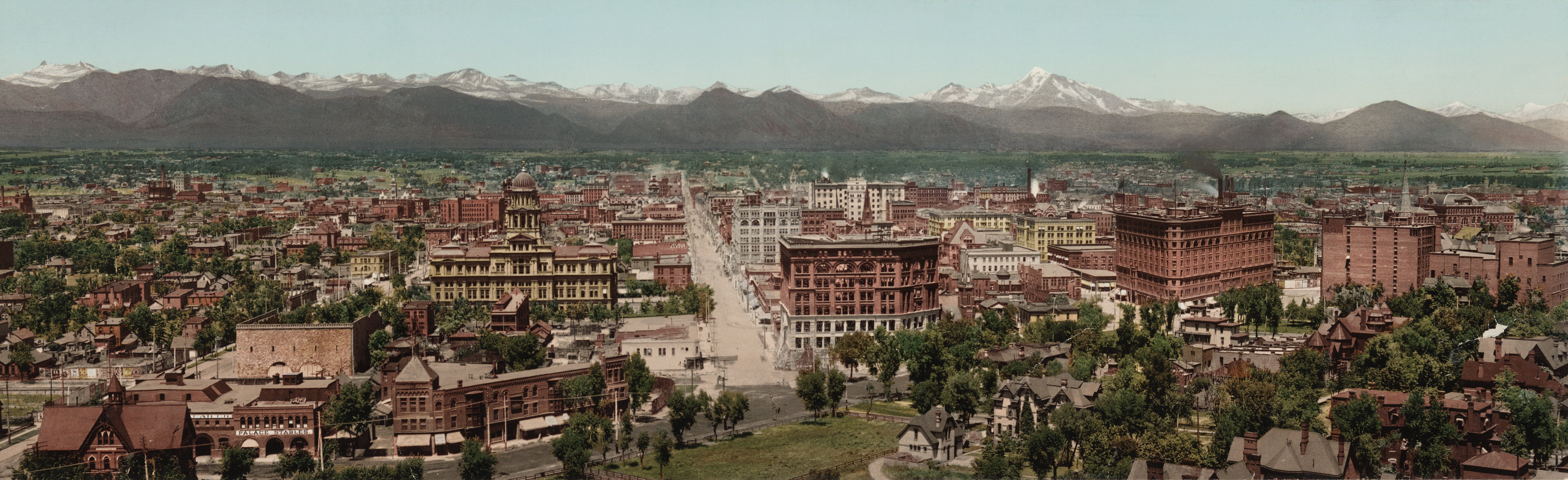
Denver vers 1898.

Denver City fut fondée en novembre 1858 en tant que ville minière durant la ruée vers l'or de Pikes Peak à l'ouest du Territoire du Kansas, 18 ans avant la création de l'État du Colorado.
Durant l'été 1858, un groupe de prospecteurs d'or en provenance de Lawrence dans le Kansas arriva et établit la Montana City sur les rives de la rivière South Platte. Ce fut l'une des premières colonies à s'implanter à l'emplacement de la ville actuelle de Denver. Le gisement s'épuisa rapidement et la zone fut abandonnée en faveur d'Auraria et de St. Charles City durant l'été 1859. La Montana City était située à l'emplacement actuel du parc Grant-Frontier où l'on peut découvrir des équipements miniers et des répliques de bicoques de l'époque en rondins de bois.
Le 22 novembre 1858, le général William Larimer, un spéculateur du Kansas, installa des baraques en bois sur la colline surplombant les rivières South Platte et Cherry Creek à proximité d'Auraria. Larimer espéra ainsi voir Denver devenir le siège du comté d'Arapahoe, mais James W. Denver avait déjà démissionné. L'endroit était accessible par les sentiers existants et avait été, par le passé, un site saisonnier de campement des Indiens Cheyenne et Arapahos. Cet endroit précis coïncide aujourd'hui avec le parc Confluence dans le quartier de Downtown Denver. Larimer vendit des parcelles de terre aux marchands et aux mineurs dans le but de faire du lieu une importante cité qui attirerait de nouveaux immigrants. Denver était, à l'époque, une ville frontière dont l'économie reposait sur l'extraction minière et sur les services à destination de la clientèle des mineurs, comme les casinos, les saloons, les commerces de marchandises et de vivres.
Le Territoire du Colorado fut créé le 28 février 1861, le comté d'Arapahoe le 1er novembre 1861 et Denver obtint son statut de cité incorporée le 7 novembre 1861. La cité fut le siège du comté d'Arapahoe jusqu'à sa consolidation en 1902. En 1865, Denver devint la capitale du Territoire du Colorado. Grâce à sa renommée croissante, la ville de Denver City fut rebaptisée plus simplement Denver. Le 1er août 1876, elle devint la capitale de l’État du Colorado lorsque le territoire devint le 38e État des États-Unis.
Entre 1880 et 1895, la cité fut le théâtre d'une forte corruption et les élus étaient souvent liés à des chefs mafieux comme Soapy Smith. Même la police était impliquée dans des affaires, les élections étaient truquées et les activités de paris illégaux étaient courantes. En 1890, Denver était la deuxième plus grande ville située à l'ouest d'Omaha et était toujours troisième en 1900 après San Francisco et Los Angeles. Suivant une tendance plus générale de découpage des comtés, l'assemblée générale du Colorado décida, en 1901, de découper le comté d'Arapahoe en trois parties : la cité-comté de Denver, le comté d'Adams et le comté d'Arapahoe. La création de la cité-comté de Denver ne fut effective finalement que le 15 novembre 1902.
Avant la Seconde Guerre mondiale, de nombreux organismes fédéraux se sont installés dans la ville, dont l'Institut d'études géologiques des États-Unis, l'United States Mint, le Bureau of Land Management et une base de l'US Air force.

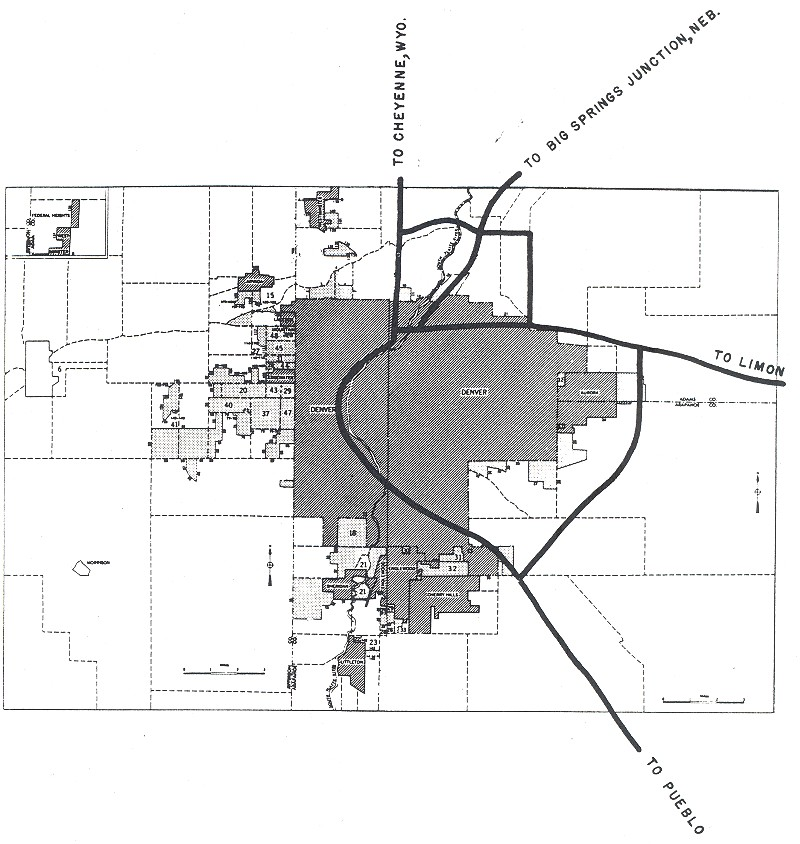
Plan des années 1950 du Yellow Book.

Durant les années 1960, la cité a perdu une part importante de sa population comme d'autres villes de taille similaire du pays. Beaucoup d'habitants se sont en effet déplacés dans les banlieues environnantes pour échapper à la dégradation urbaine. Les logements devenaient en effet anciens et ne respectaient plus les critères nationaux. Ils furent remplacés par des zones non résidentielles où des gratte-ciel de bureaux furent érigés. Les habitants revinrent rapidement grâce au boum économique du pétrole à partir des années 1970 et à la suite de la prise de conscience des hommes politiques de l'intérêt de préserver et de rénover les quartiers historiques toujours existants.
Denver remporta l'organisation des Jeux olympiques d'hiver de 1976, mais une loi de financement fut rejetée peu après par les électeurs. Le Comité international olympique dut trouver en catastrophe une autre ville pour la remplacer et Innsbruck fut choisie. Denver est la seule ville à jamais avoir décliné l'organisation des Jeux. Le mouvement contre les Jeux, conduit par le politicien Richard Lamm, était alimenté par la peur des conséquences environnementales d'un tel événement. Richard Lamm fut ensuite élu trois fois gouverneur du Colorado entre 1974 et 1986.
Denver a accueilli les Journées mondiales de la jeunesse autour du pape Jean-Paul II en août 1993.
Trois bateaux de guerre de la marine nationale américaine ont été nommés USS Denver en honneur de la cité.

## Géographie
Denver se trouve à 538 km au nord-nord-est d'Albuquerque, à 1 336 km à l'est-nord-est de Los Angeles, à 1 414 km au nord-ouest de Houston et à 1 476 km à l'ouest de Chicago. La ville est entourée par trois autres comtés : le comté d'Adams au nord et à l'est, le comté d'Arapahoe à l'est et au sud, et le comté de Jefferson à l'ouest.

### Topographie
Denver s'est construite au centre du Front Range Urban Corridor, un corridor en plaine compris entre les montagnes Rocheuses à l'ouest et les Grandes Plaines à l'est. Selon le Bureau du recensement des États-Unis, la ville a une superficie de 401,3 km2, dont 4,1 km2 d'étendues d'eau.
De par son climat semi-aride, Denver possède une flore assez variée. La ville se situe d'ailleurs principalement en zone de rusticité 5.

### Climat

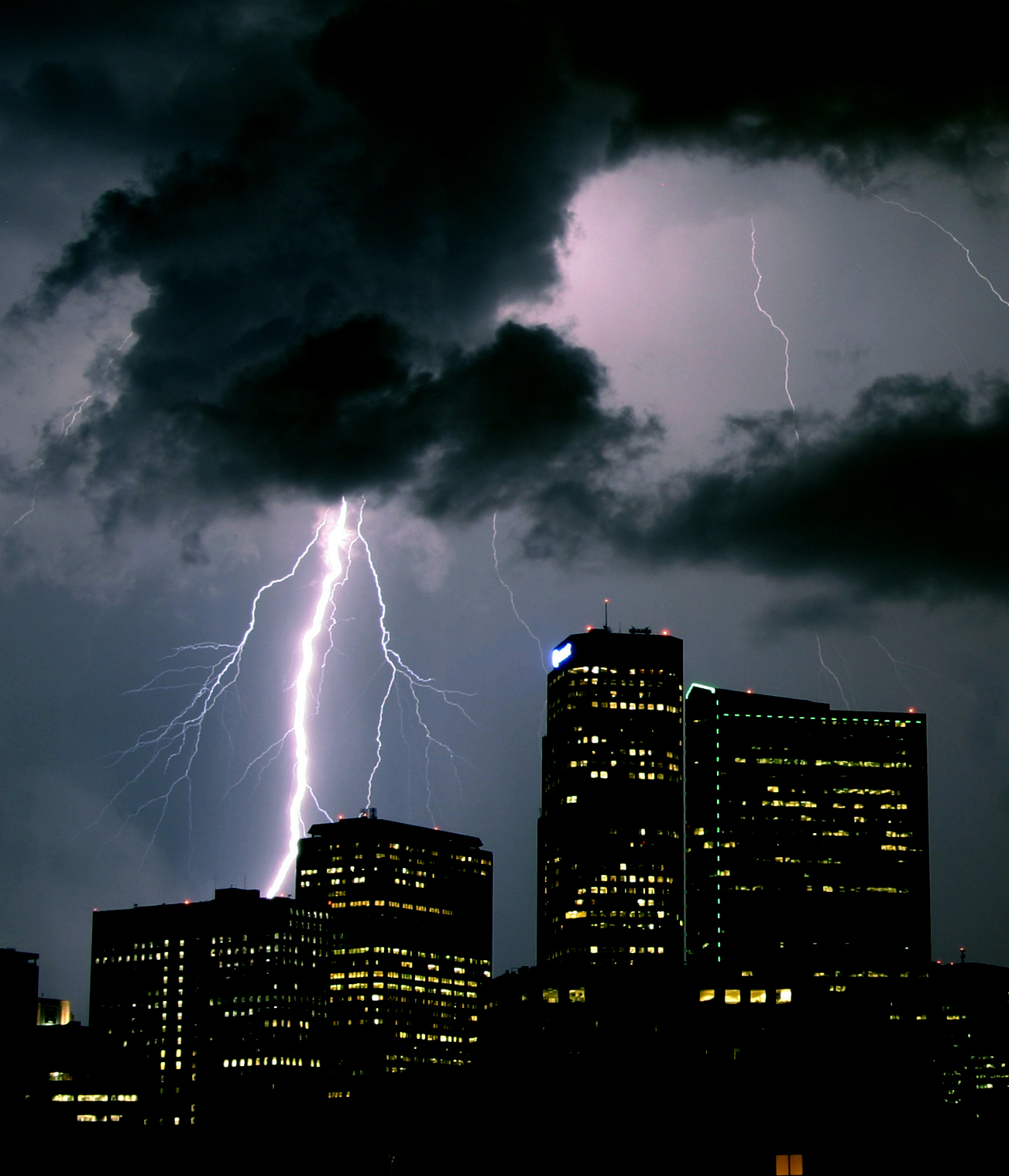
Orage sur Denver.

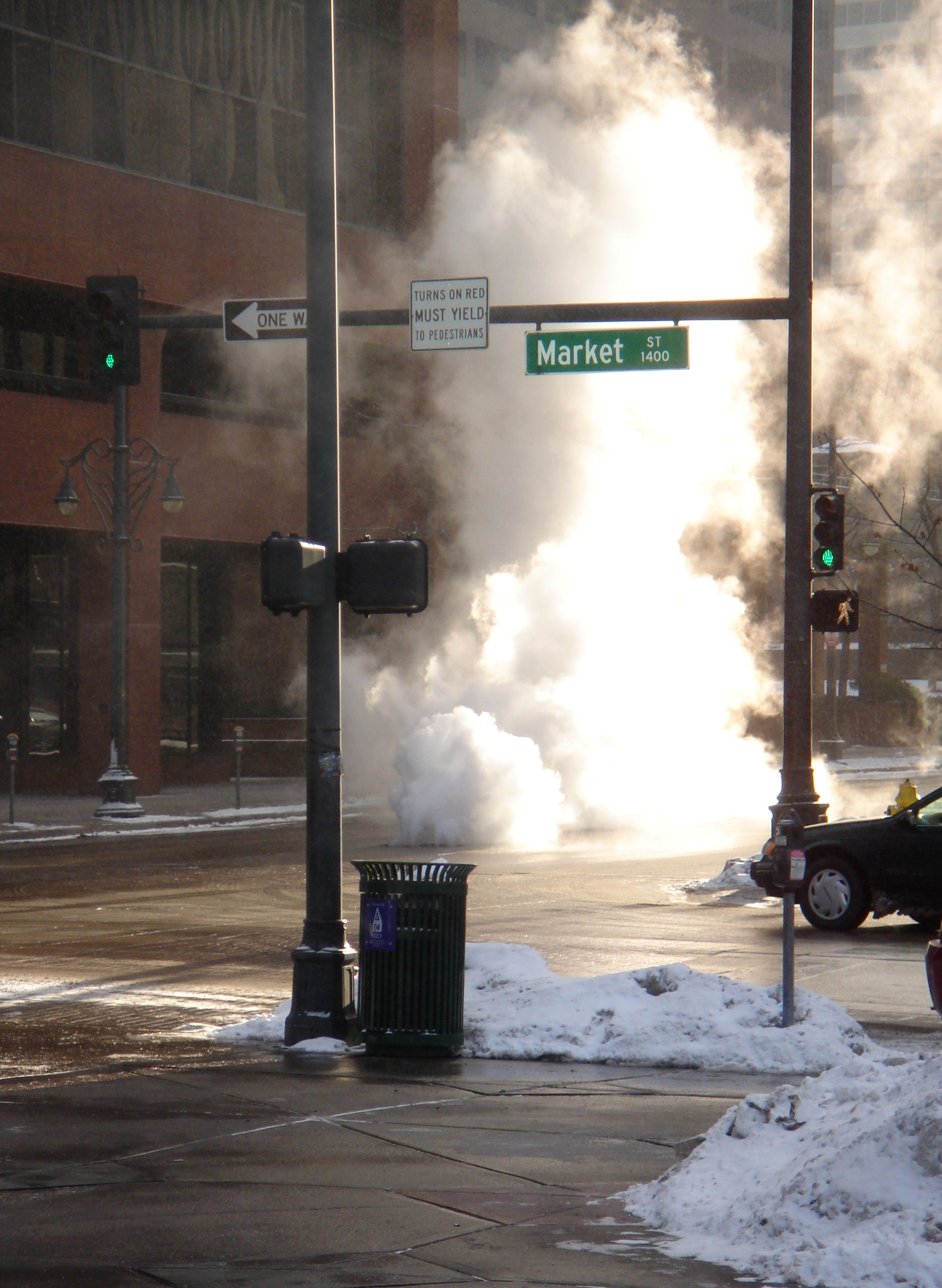
Vapeurs hivernales de Denver.

Denver est caractérisé par un climat semi-aride dans sa variante froide BSk dans la classification de Köppen,.
On peut néanmoins y trouver des variantes avec des microclimats de type continental et subtropical humide. Il y a quatre saisons distinctes et la plupart des précipitations sont observées d'avril à août. En raison de son emplacement à l'intérieur des terres sur les hautes plaines, au pied des montagnes Rocheuses, la région peut être soumise à des changements climatiques soudains.
L'altitude et l'aridité élevées de la ville sont propices à des variations de température diurnes importantes tout au long de l'année.
La neige peut chuter de début septembre jusqu'à la fin du mois de mai,.
La température moyenne journalière à Denver est d'environ 10 °C alors que la hauteur annuelle de précipitations est de 411,5 mm. Les premières neiges dans la région arrivent en moyenne le 19 octobre et les dernières neiges tombent le 27 avril. L'accumulation annuelle de neige est de 156,7 cm. Selon le National Oceanic and Atmospheric Administration, le soleil est présent 69 % du temps en journée.
Les hivers de Denver peuvent connaître des périodes douces ou froides. Bien que les montagnes à l'ouest soient le théâtre de chutes de neige importantes à cause du phénomène d'onde orographique, la zone de Denver est privée d'une grande partie de cette neige par suite de l'assèchement des flux d'air après la traversée de la chaîne de montagnes du Front Range. Un vent chaud nommé Chinook favorise un climat plus doux en hiver près de Denver et dans les plaines. La température la plus faible jamais enregistrée dans la ville est de −39 °C, le 9 janvier 1875, mais Denver n'a pas enregistré de température en dessous de −29 °C entre 1990 et 2022 (−31 °C le 22 décembre 2022).
Au printemps, des courants d'air froids et secs en provenance de l'Arctique se mélangent parfois avec des courants humides originaires du Pacifique et donnent naissance à d'importantes accumulations de neige. Mars est ainsi le mois le plus neigeux. Les premiers orages surviennent également au printemps lorsque des masses d'air chaud et humide atteignent Denver en provenance du golfe du Mexique.
Vers la mi-juillet, un phénomène de mousson amène de l'air humide en provenance des tropiques, ce qui conduit parfois à de gros orages en fin de journée. Malgré cela, l'humidité de l'air reste très faible en journée durant l'été. La température moyenne en journée est de 31 °C alors que la nuit, elle se situe aux alentours de 15 °C. La température la plus élevée relevée à Denver est de 41 °C.
En automne, les courants tropicaux se font plus rares au profit de courants arctiques en provenance du nord et les premières chutes de neige apparaissent. Le mois de novembre est ainsi le second mois le plus neigeux de la région. Le record de chute de neige en une seule tempête dans la ville est de 116 cm. Cette neige tomba entre le 1er décembre 1913 et le 6 décembre 1913.
| Mois                              | jan. | fév.  | mars | avril | mai | juin | jui. | août | sep. | oct. | nov. | déc.  | année |
| --------------------------------- | ---- | ----- | ---- | ----- | --- | ---- | ---- | ---- | ---- | ---- | ---- | ----- | ----- |
| Température minimale moyenne (°C) | −9   | −7    | −4   | 1     | 7   | 12   | 15   | 14   | 8    | 2    | −4   | −9    | 2     |
| Température maximale moyenne (°C) | 6    | 8     | 12   | 16    | 22  | 28   | 31   | 30   | 25   | 19   | 11   | 7     | 18    |
| Record de froid (°C)              | −39  | −32   | −24  | −19   | −7  | −1   | 6    | 4    | −8   | −19  | −28  | −32   | −39   |
| Record de chaleur (°C)            | 24   | 25    | 29   | 32    | 35  | 40   | 41   | 41   | 36   | 32   | 27   | 26    | 41    |
| Précipitations (mm)               | 19   | 149,4 | 293  | 213   | 82  | 50   | 55   | 43   | 57   | 126  | 235  | 228,9 | 1 733 |
| dont pluie (mm)                   | 10   | 9,4   | 23   | 43    | 54  | 50   | 55   | 43   | 24   | 26   | 15   | 8,9   | 363   |
| dont neige (cm)                   | 18   | 14    | 27   | 17    | 2,8 | 0    | 0    | 0    | 3,3  | 10   | 22   | 22    | 137   |

### Quartiers et urbanisme

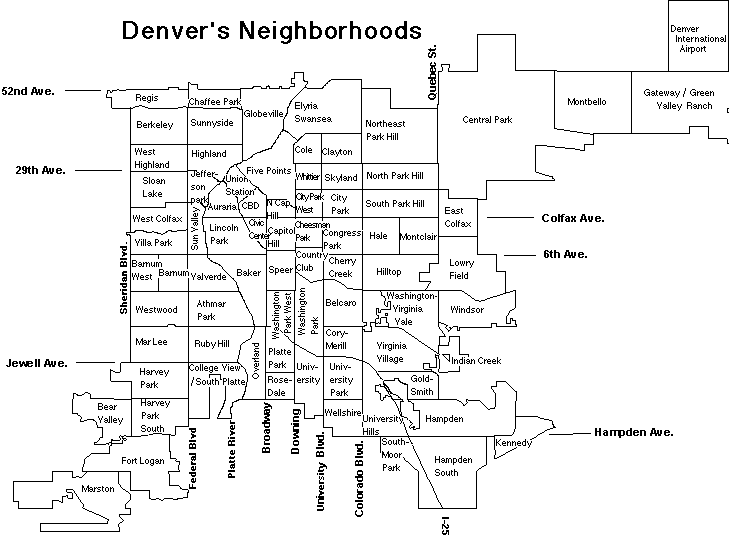
Les 79 quartiers officiels de Denver.

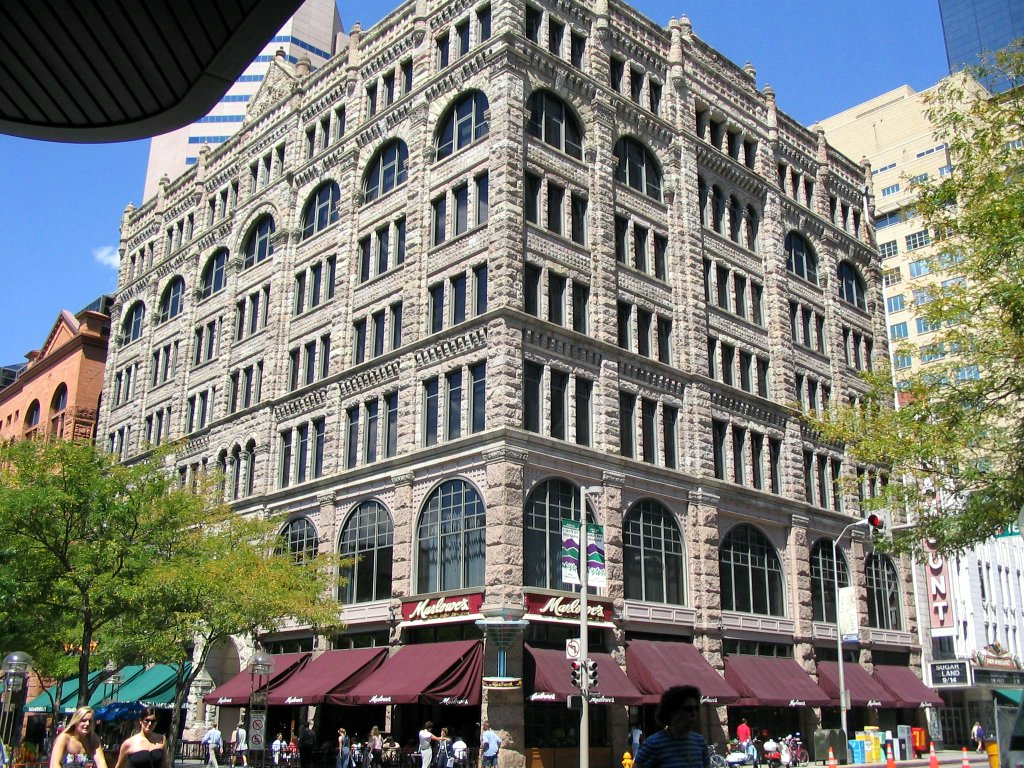
La façade du Marlowes de Denver.

La cité de Denver et son comté sont officiellement découpés en 79 quartiers.
L'urbanisation de ces quartiers peut varier fortement. Certains connaissent ainsi d'imposants gratte-ciel ou des zones de banlieues composées de pavillons individuels. Plus on se rapproche du centre de la ville, plus les quartiers sont denses et anciens et plus la brique est présente. Les quartiers en dehors du centre sont apparus surtout après la Seconde Guerre mondiale et sont constitués de maisons construites avec des matériaux différents dans un style architectural plus moderne. Dans le centre de la ville, des quartiers ont également été rénovés dans un style urbanistique néo-traditionnel pour recréer une impression de tradition. Les divers quartiers sont souvent agrémentés de parcs.
Les quartiers les plus connus sont le LoDo (diminutif de Lower Downtown), le Capitol Hill, le Highland et le Washington Park. On trouve également le North Capitol Hill, le Curtis Park, l'Alamo Placita et le Park Hill.
Denver possède de nombreux gratte-ciel dans son quartier d'affaires. En 2007, la ville ne compte pas moins de trente gratte-ciel de plus de 100 m de haut, dont six dépassent les 150 m et trois dépassent les 200 m. La grande majorité de ces bâtiments a été construite dans la seconde moitié des années 1970 et dans la première moitié des années 1980, ce qui correspond au boom économique qui a fait suite aux deux chocs pétroliers. Un grand nombre de ces gratte-ciel se situe dans le quartier des affaires CBD (Central Business District).
| Rang | Nom                    | Hauteur | Nombre d'étages | Date de construction |
| ---- | ---------------------- | ------- | --------------- | -------------------- |
| 1    | Republic Plaza         | 218 m   | 56              | 1984                 |
| 2    | 1801 California Street | 216 m   | 52              | 1983                 |
| 3    | Wells Fargo Center     | 213 m   | 50              | 1983                 |
| 4    | 1999 Broadway          | 166 m   | 43              | 1985                 |
| 5    | 707 17th Street        | 159 m   | 42              | 1981                 |
| 6    | 555 17th Street        | 155 m   | 40              | 1978                 |

### Parcs et loisirs

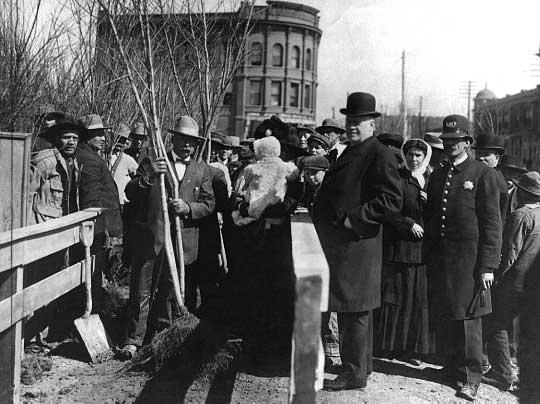
Photographie prise lors du Tree Day de 1911.

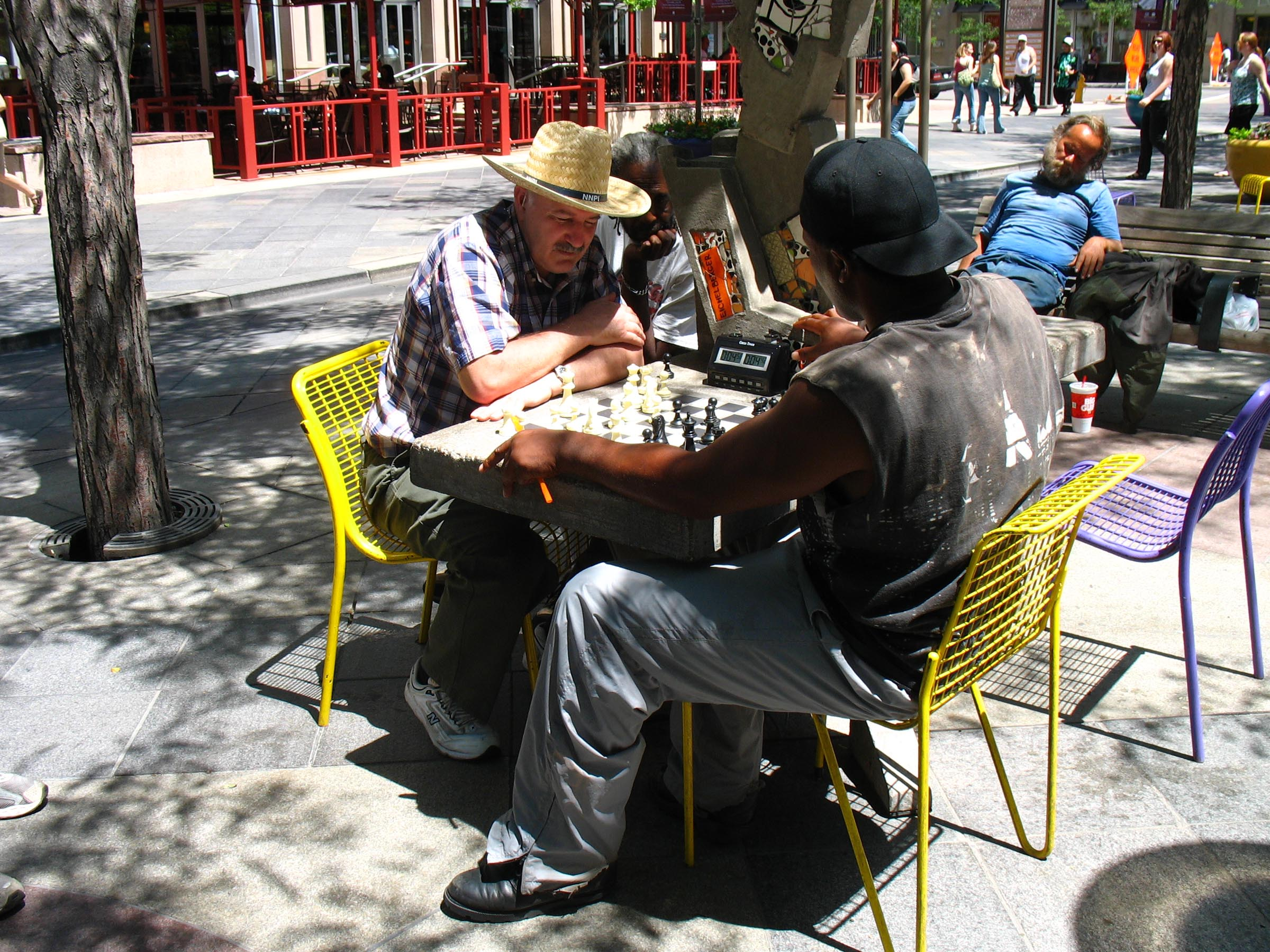
Des joueurs d'échecs sur la Street Mall.

Lorsque Denver fut fondée en 1858, la cité était composée essentiellement d'une collection de bâtiments poussiéreux disposés sur une plaine herbeuse avec quelques peupliers de Virginie et saules le long des cours d'eau. Les premiers efforts pour développer la verdure et embellir la ville datent de 1867. En 1905 a été organisé pour la première fois le Tree Day (ou Jour de l'Arbre), jour où la population plantait des arbres donnés tous les ans par la municipalité. En 2006, la cité possédait plus de 200 parcs. Le plus grand se nomme City Park et s'étend sur 1,3 km2. Denver possède également 29 centres récréatifs largement fréquentés par la population locale.
La plupart des parcs occupent des terrains appartenant à l'État à la fin du XIXe siècle et au début du XXe siècle. Cela correspond au mouvement architectural dénommé City Beautiful qui s'est déroulé sous les mandats du maire Robert Speer (1904-1912 et 1916-1918) qui favorisa l'embellissement des parcs.
Reinhard Schuetze fut le premier architecte paysagiste de la ville et il apporta une petite touche de culture allemande dans les parcs de Washington Park, Cheesman Park et City Park entre autres. Speer utilisa les services de Schuetze, mais également ceux des architectes Frederick Law Olmsted, Jr. et Saco Rienk DeBoer pour dessiner des parcs. Ces derniers étaient alimentés par la rivière South Platte.
La cité acquit également des terres en dehors de ses propres limites, notamment des terres dans les parcs de montagnes à partir des années 1910. Denver a ainsi acheté et entretenu environ 56 km2 de parcs de montagnes, dont le parc Red Rocks, qui abrite l'amphithéâtre de Red Rocks,. Denver possède également la colline où est localisé le complexe hôtelier de sports d'hiver du Winter Park Resort dans le comté de Grand à environ 100 km à l'ouest de Denver. La ville continue encore aujourd'hui à développer son système de parcs le long de la rivière South Platte dans le but d'apporter un peu plus de verdure dans les plaines arides.

## Démographie
| Groupe      | Denver | Colorado | États-Unis |
| ----------- | ------ | -------- | ---------- |
| Blancs      | 68,9   | 81,3     | 72,4       |
| Autres      | 11,9   | 7,4      | 6,4        |
| Noirs       | 10,3   | 4,0      | 12,6       |
| Métis       | 4,1    | 3,4      | 2,9        |
| Asiatiques  | 3,4    | 2,8      | 4,8        |
| Amérindiens | 1,4    | 1,1      | 0,9        |
| Total       | 100    | 100      | 100        |
|             |        |          |            |
| Hispaniques | 31,8   | 20,6     | 16,7       |

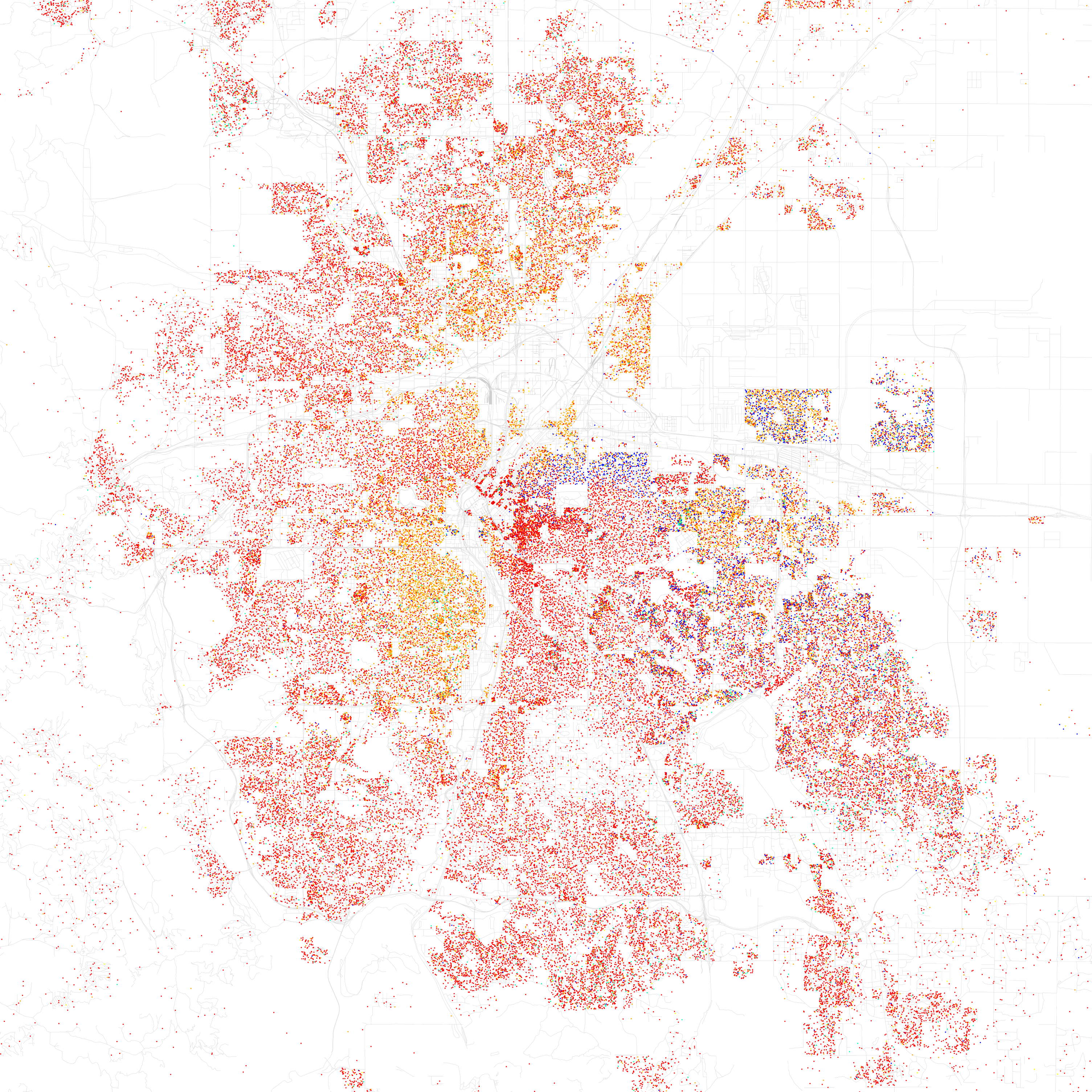
Distribution des groupes ethniques en 2010. Chaque point représente 25 personnes : Blancs non hispaniques, Noirs, Asiatiques, Latinos et Autres (jaune).

Pyramide des âges, en bleu pour les femmes et en rouge pour les hommes (données de l'an 2000).

Les résidents de la ville et du comté de Denver sont appelés les Denverites. Le bureau du recensement des États-Unis estimait, en 2006, que la population de la ville et du comté était composée de 566 974 habitants, la classant ainsi 26e ville la plus peuplée des États-Unis. La même année, sa communauté d'agglomération était composée de 2 408 750 personnes, ce qui la classait 21e agglomération du pays alors que la zone urbaine de Denver-Aurora-Boulderen dénombrait 2 927 911, et la situait au 17e rang national. La ville la plus proche dépassant Denver au regard de la population est El Paso au Texas qui se situe à plus de 900 km.
Selon le recensement des États-Unis de 2000, on comptait 239 235 foyers à Denver pour une densité de population de 1 428 hab./km2. Il y avait 268 540 logements en 2005 pour une densité moyenne de 676 hab./km2. Selon le recensement fédéral de 2020, Denver est la 19e plus grande ville des États-Unis.
Il y avait, toujours en 2000, 250 906 foyers, dont 23,2 % avec des enfants de moins de 18 ans, 34,7 % composés des couples mariés vivant ensemble, 10,8 % constitués d'une famille monoparentale, et 50,1 % de célibataires. 39,3 % des foyers étaient composés de célibataires et 9,4 % d'une personne vivant seule et qui était âgée de 65 ans ou plus. La taille moyenne des ménages était de 2,27 personnes alors que celle des familles était 3,14 personnes.
La population de la ville était composée à hauteur de 22,0 % d'individus de moins de 18 ans, de 10,7 % de personnes âgées de 18 à 24 ans, de 36,1 % âgés de 25 à 44 ans, de 20,0 % situés entre 45 et 64 ans et de 11,3 % de personnes âgées d'au moins 65 ans. L'âge médian était de 33 ans (35,3 ans pour l'ensemble des États-Unis) et pour 100 femmes, on comptait 102,1 hommes.
Le revenu médian pour un foyer monoparental dans la ville était de 39 500 $ alors que le revenu médian pour un foyer était de 48 195 $ (contre 42 100 $ pour l'ensemble des États-Unis). Les hommes percevaient un revenu médian de 34 232 $, contre 30 768 $ pour les femmes. Le revenu par habitant pour la ville était de 24 101 $. 14,3 % de la population et 10,6 % des foyers vivaient en dessous du seuil de pauvreté, dont 20,3 % de personnes de moins de 18 ans et 9,7 % de 65 ans et plus.
Selon l'American Community Survey, pour la période 2011-2015, 72,58 % de la population âgée de plus de 5 ans déclare parler l'anglais à la maison, 20,76 % déclare parler l'espagnol, 0,96 % une langue africaine, 0,89 % le vietnamien, 0,67 % une langue chinoise et 4,13 % une autre langue.
| 1860  | 1870  | 1880   | 1890    | 1900    | 1910    |
| ----- | ----- | ------ | ------- | ------- | ------- |
| 4 749 | 4 759 | 35 629 | 106 713 | 133 859 | 213 381 |

| 1920    | 1930    | 1940    | 1950    | 1960    | 1970    |
| ------- | ------- | ------- | ------- | ------- | ------- |
| 256 491 | 287 861 | 322 412 | 415 786 | 493 887 | 514 678 |

| 1980    | 1990    | 2000    | 2010    | 2020    | - |
| ------- | ------- | ------- | ------- | ------- | - |
| 492 365 | 467 610 | 554 636 | 600 158 | 715 522 | - |

## Administration et politique

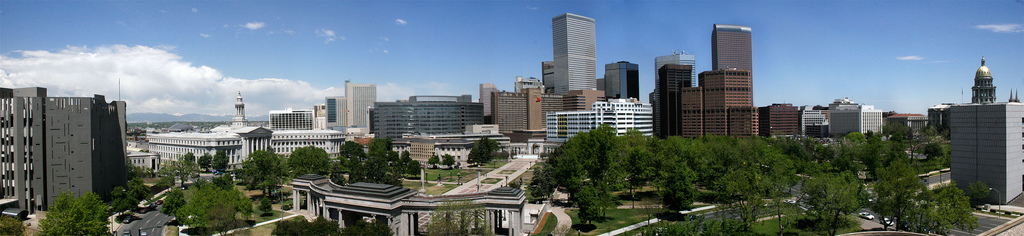
Photographie prise de la Denver Public Library où l'on voit le Civic center.

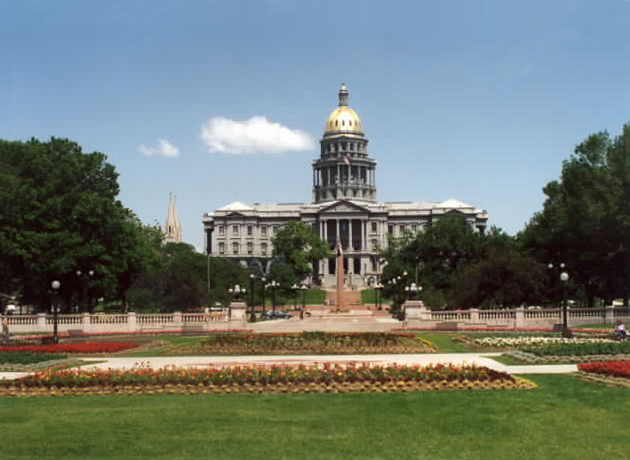
Capitole de l'État du Colorado.

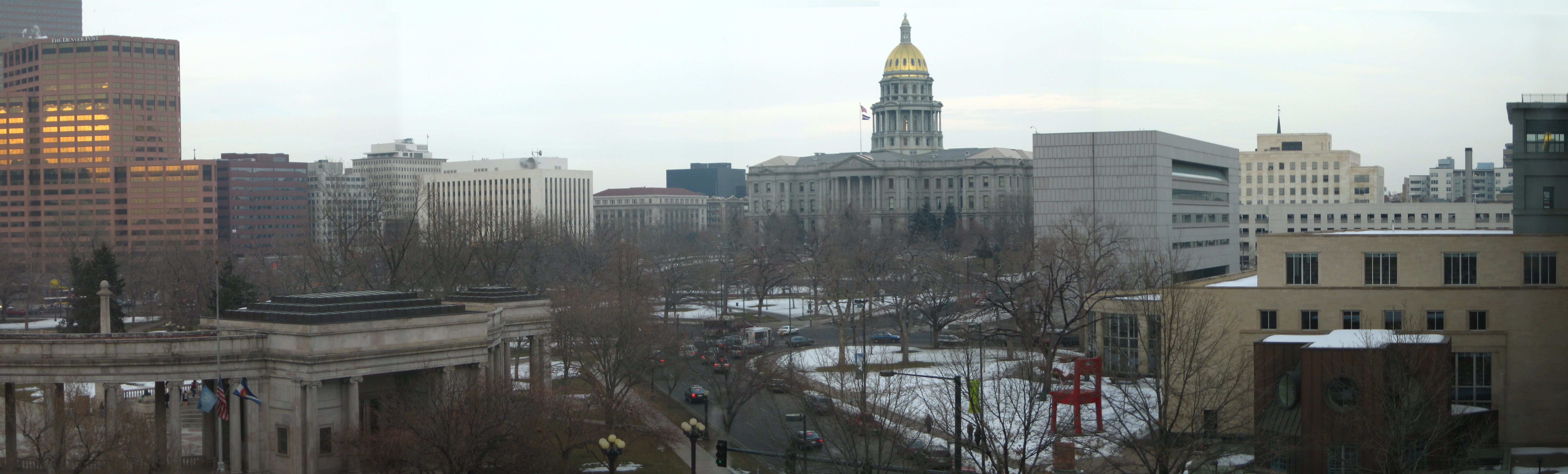
Vue en hiver du Denver Civic Center et du capitole de l'État du Colorado depuis le musée des Arts de Denver.

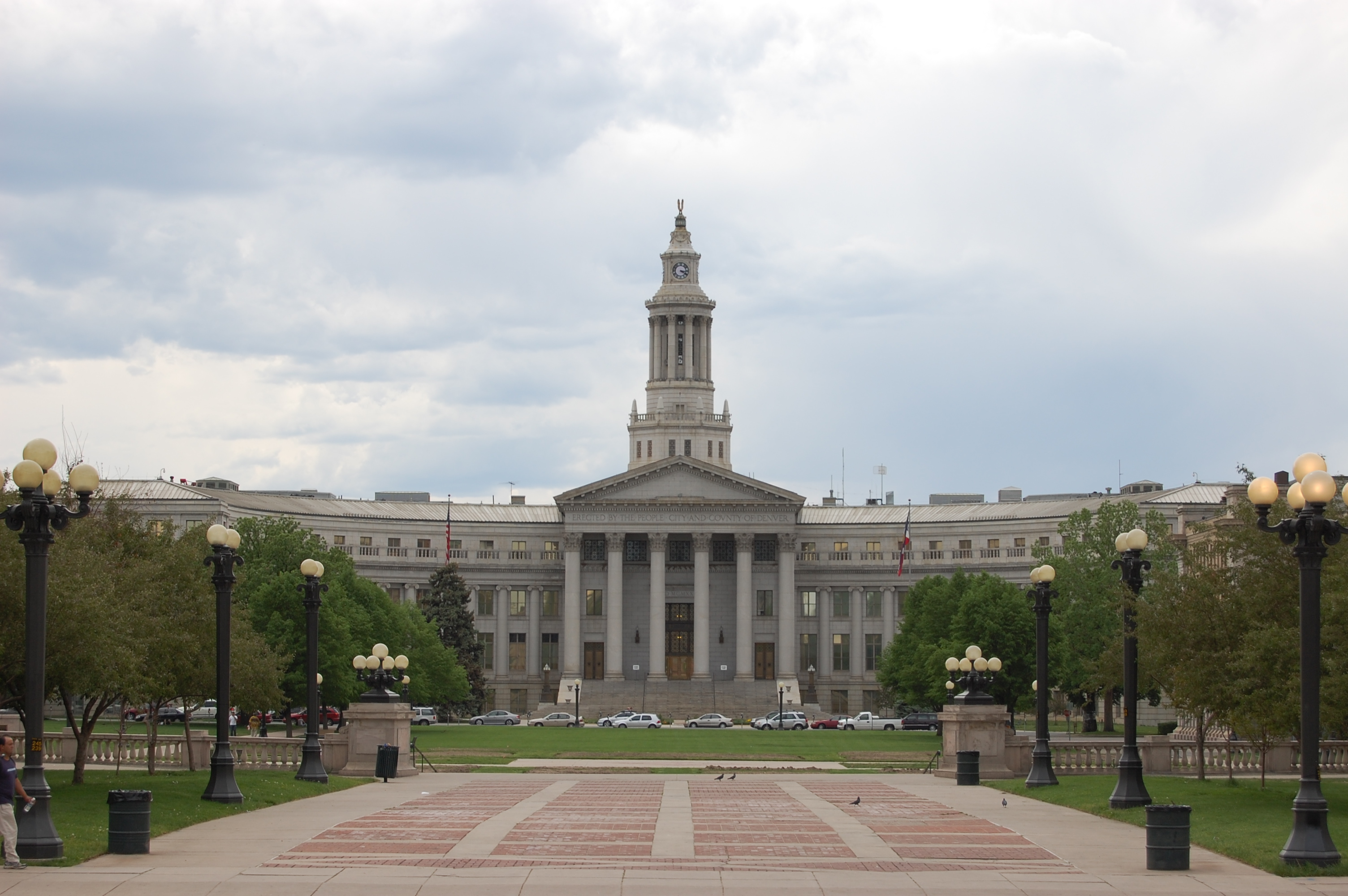
Bâtiment du gouvernement de la cité et du comté de Denver (2007).

Denver est une ville-comté dirigée par un maire, élu lors d'un vote apolitique, par 13 conseillers de la ville élus pour 4 ans et par un auditeur, sorte de trésorier ou de secrétaire communal qui vérifie toutes les dépenses et peut en refuser si des raisons financières le justifient. Les conseillers de la cité de Denver sont élus dans 11 districts ainsi que deux autres membres. Ils sont responsables de la création ou de la modification des lois locales, également des résolutions ou des ordonnances en fonction de demandes du public. Ils peuvent également lancer une enquête en cas de suspicion de délits de la part d'officiels du département de Denver. En 2005, la cité employait 12 485 personnes.
Le maire de la ville a un pouvoir important sur son conseil étant donné qu'il peut approuver ou apposer son veto sur toutes ordonnances et les résolutions du conseil, vérifie que tous les contrats signés avec la cité sont bien tenus et respectés, signe tous les bons de commande et les contrats, est responsable du budget de la ville. Il nomme le personnel dans le département ou l'organisation de la ville. Néanmoins, le conseil peut annuler un veto du maire s'il y a une proportion d'au moins neuf conseillers sur treize. Le budget de la cité doit également être approuvé par le conseil et peut être modifié par simple majorité du conseil.
Tous les officiels sont actuellement élus pour un mandat de quatre ans avec un maximum de trois mandats. Alors que les élections de Denver sont non partisanes, le parti démocrate a souvent marqué la politique de la ville. De nombreux maires et conseillers étaient ainsi affiliés à ce parti. Lors d'élections fédérales, les citoyens de Denver ont tendance à voter en faveur du candidat démocrate. Le candidat démocrate fut ainsi préféré aux élections présidentielles depuis 1960, sauf en 1972 et 1980. Le poste de maire appartient à des membres du parti démocrate depuis les élections de 1963. Denver est représenté au Congrès des États-Unis par Diana DeGette, la représentante démocrate du premier district du congrès du Colorado qui est composé de Denver et d'une partie du comté d'Arapahoe.
Benjamin F. Stapleton fut maire de la ville de 1923 à 1931 et de 1935 à 1947. Il apporta énormément à la ville grâce aux fonds offerts par le New Deal. Durant ses mandatures, il favorisa l'extension des parcs dans la ville. Il décida la construction de l'aéroport municipal de Denver qui débuta en 1929. Cet aéroport fut ensuite renommé en son hommage aéroport international Stapleton. Aujourd'hui, il a disparu et a été remplacé par l'aéroport international de Denver. Une rue de la ville porte également son nom. Après son départ du poste, on découvrit que celui-ci était lié au Ku Klux Klan et profitait de son influence aux élections.
Durant les années 1960 et 1970, Denver fut un des principaux foyers du mouvement Chicano, il s'agit d'un mouvement pour les droits civiques. Le boxeur, puis activiste Rodolfo « Corky » Gonzales, créa une organisation nommée Crusade for Justice (Croisade pour la Justice) qui s'opposa aux brutalités policières, milita pour une éducation bilingue et tint la première conférence nationale de libération des jeunes Chicanos en mars 1969.
Entre le 20 juin 1997 et le 22 juin 1997, la ville a accueilli une conférence du G7.
Récemment, Denver a renforcé la protection des sans-abri notamment sous la législature de John Hickenlooper. La population des sans-abri dans la ville est peu importante comparativement aux autres grandes villes américaines, mais ceux-ci souffrent durant les rudes hivers de la région. En effet, bien que le climat soit généralement doux et sec, des périodes très froides peuvent se produire en hiver. La ville a ainsi créé un service pour aider les sans-abri sur la base d'un plan décennal qui vise à une ville sans sans-abri.
En 2005, Denver devint la première grande cité à autoriser la consommation privée de cannabis (plafonnée à environ 25 grammes) à condition d'être âgé de plus de 21 ans. La cité vota à 53,49 % en faveur de cette mesure. Un tel vote au niveau de l'ensemble du Colorado avait échoué en novembre 2006.

## Économie
| Taux de chômage                               | Denver             | Colorado          | États-Unis        |
| --------------------------------------------- | ------------------ | ----------------- | ----------------- |
| Taux de chômage                               | 4,4                | 4,0               | 5,0               |
| Employeurs les plus importants (janvier 2005) |                    |                   |                   |
| Employeur                                     | Employeur          | Nombre d'employés | Nombre d'employés |
| CenturyLink                                   | CenturyLink        | 13 200            | 13 200            |
| HealtONE                                      | HealtONE           | 8 600             | 8 600             |
| King Soopers, Inc.                            | King Soopers, Inc. | 7 800             | 7 800             |
| Lockheed Martin                               | Lockheed Martin    | 7 700             | 7 700             |
| United Airlines                               | United Airlines    | 6 600             | 6 600             |
| Centura Health                                | Centura Health     | 6 100             | 6 100             |

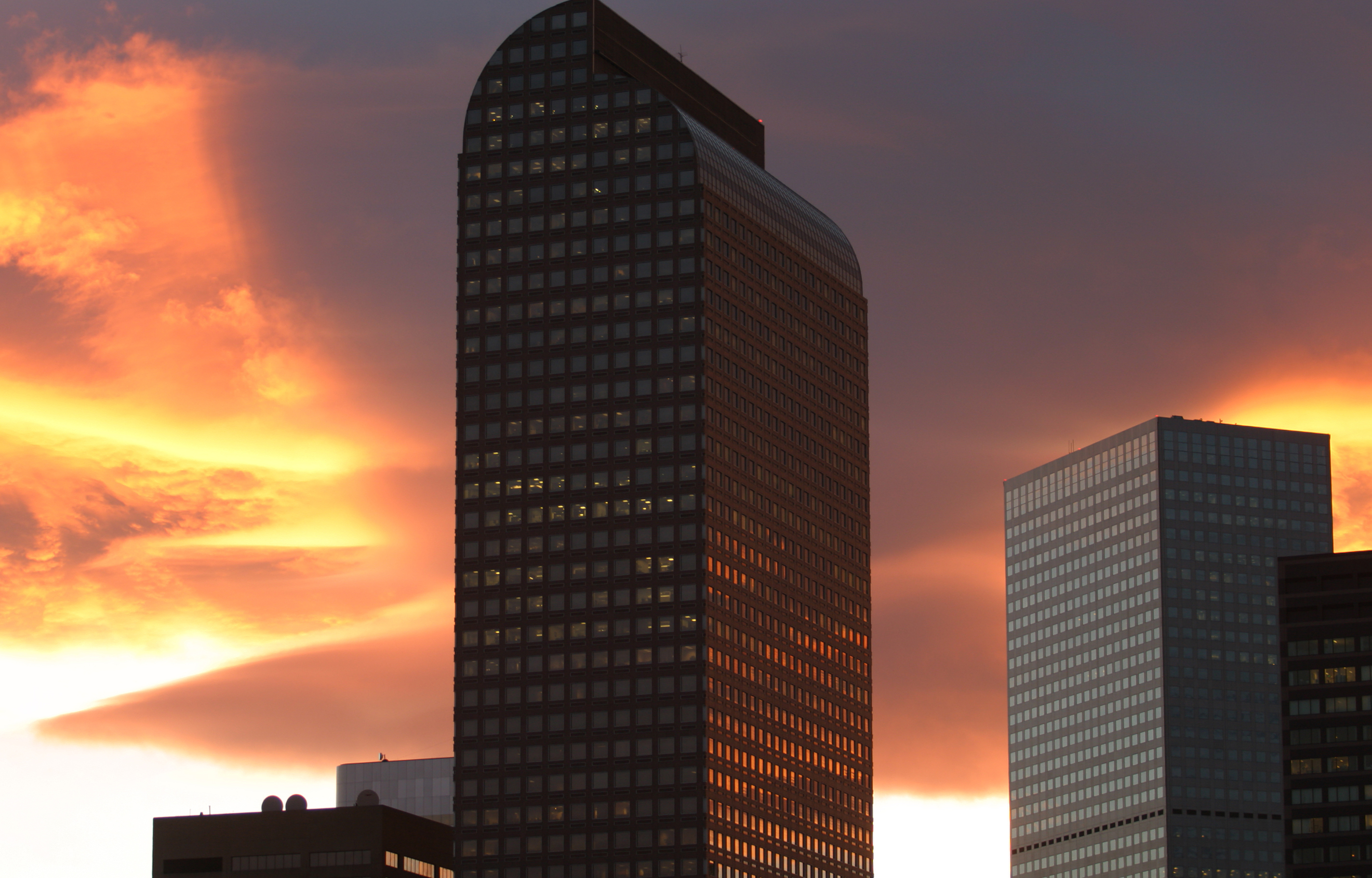
Le Wells Fargo Center.

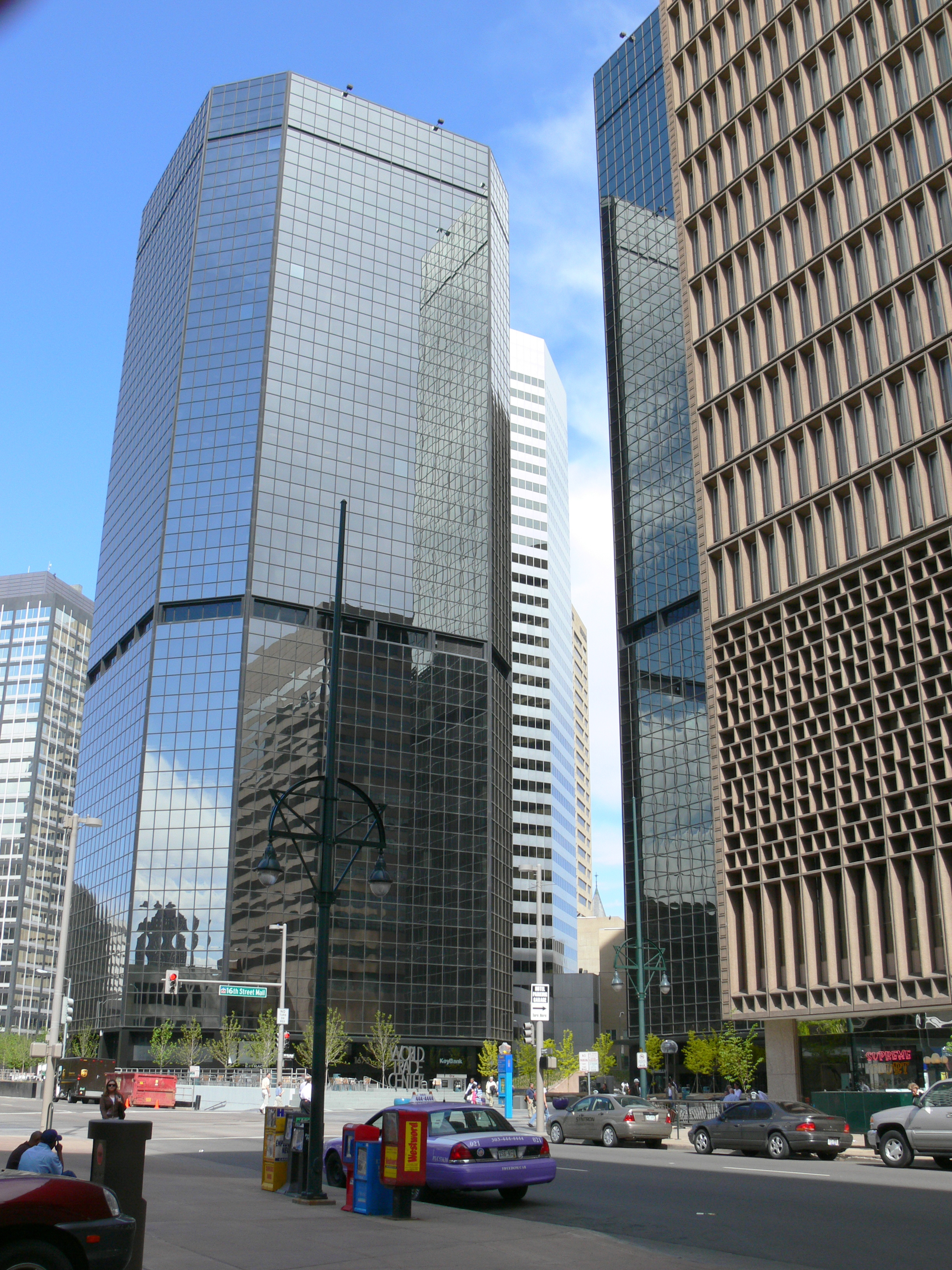
Les gratte-ciel du World Trade Center de Denver sur la rue des affaires de la cité, parfois surnommée « La Wall Street de l'Ouest ».

L'économie de Denver dépend partiellement de sa position géographique qui en fait un carrefour de nombreuses voies de communication. Étant la ville la plus importante dans un rayon de près de 950 km, elle est devenue naturellement le centre logistique, financier et commercial de la région des montagnes Rocheuses. La ville est également un point central entre les grandes agglomérations qui composent le Midwest et celles de la côte ouest des États-Unis. La qualité des transports a favorisé une industrialisation récente et diversifiée. Les principales activités économiques de la ville sont les industries lourdes (sidérurgie, raffinerie de pétrole), l'industrie du caoutchouc, la construction mécanique et l'agroalimentaire. Ces activités s'étendent jusqu'à la ville proche de Boulder qui constitue une technopole spécialisée dans le domaine énergétique. Dans une région possédant la quasi-totalité des réserves américaines d'uranium, la moitié du charbon, ainsi que d'importantes réserves de gaz naturel et de pétrole, Denver est aujourd'hui une des capitales américaines de l'énergie. La ville profite également du tourisme des sports d'hiver des régions montagneuses à proximité.
La zone de Denver accueille de nombreuses institutions gouvernementales. En effet, la zone métropolitaine de Denver-Aurora est en seconde position en nombre de fonctionnaires fédéraux après Washington D.C.. De nombreuses compagnies liées à la défense américaine et à des projets spatiaux y sont installées ainsi que nombre d'institutions dues à son titre de capitale du Colorado.
La position de la cité à proximité des montagnes Rocheuses favorise entre autres l'activité économique dans les domaines de l'exploitation minière et de l'énergie. Lors de l'établissement de la ville, l'exploitation de l'or et de l'argent a développé son économie. Durant les années 1970 et 1980, à la suite du premier et deuxième choc pétrolier, un boom économique s'est à nouveau produit grâce à l'augmentation des prix du pétrole. Cela s'est par exemple traduit dans la fiction par la série télévisée Dynastie. Durant cette période, la ville s'est fortement développée et de nombreux gratte-ciel furent construits. Entre 1981 et 1986, le prix du baril de pétrole est passé de 34 $ à 9 $, ce qui fit chuter l'économie locale. Plus de 15 000 travailleurs de l'industrie du pétrole perdirent leur emploi, dont le maire John Hickenlooper, qui était géologue à l'époque.
Les domaines minier et de l'énergie jouent toujours un rôle important pour la cité au début du XXIe siècle avec la présence de compagnies internationales telle qu'Encana, Halliburton, Smith International, Rio Tinto Group, Newmont Mining, Noble Energy et Anadarko. Alors que le dôme du capitole de l'État du Colorado est recouvert d'une fine couche d'or, la cité accueille également les bâtiments de l'United States Mint qui abrite environ 33 % des réserves en or du pays.
Sa position centrale d'un point de vue horaire (UTC -7) permet également aux émissions de la ville d'être suivies aussi bien dans les États de l'Est que de l'Ouest. Qwest Communications, Dish Network Corporation et Comcast sont quelques-unes des compagnies de télécommunications de la métropole. Des entreprises dans le domaine des nouvelles technologies sont également présentes, mais elles ont souffert de l'explosion de la bulle économique de leur secteur. Le taux de chômage de la zone métropolitaine de Denver-Aurora était de 4,4 % en décembre 2007, ce qui est supérieur à la moyenne de l’État (4 %), mais inférieur à la moyenne nationale (5,0 %).
En 2007, la ville accueillait les sièges de six sociétés faisant partie du classement Fortune 1000 : la société de télécommunications Qwest Communications (no 178), le brasseur Molson Coors Brewing Company (no 386), la compagnie minière et pétrolière Newmont Mining (no 447), la compagnie de génie civil MDC Holdings (no 461), les compagnies de gestion immobilières Prologis (no 743) et AIMCO (no 828). Mais d'autres grandes sociétés possèdent également leur siège dans des villes faisant partie de la zone métropolitaine de Denver. Ainsi la ville proche d’Englewood accueille la compagnie de télécommunications Echostar Communications (no 252), la compagnie de services Internet Liberty Media (no 281), la société de télécommunications Liberty Global (no 340), la société financière Western Union (no 492). La cité de Broomfield accueille, quant à elle, la société de logistique Ball (no 348) et la compagnie de télécommunications Level 3 Communications (no 465).
En 2004, le secteur du transport et du commerce représentait environ 20 % du nombre de travailleurs, les institutions gouvernementales 15 %, le secteur de l'éducation et des soins de santé 10 %, le tourisme 10 %, les finances 8 %, l'exploitation minière et la construction 7 %.
Les prix de l'immobilier ont augmenté de 50 % entre 2012 et 2016.

## Arts, culture et loisirs

### Bibliothèques
Le réseau de lecture publique est organisée autour d'une bibliothèque centrale située sur Fourteenth Avenue Parkway et de 25 bibliothèques de quartier réparties à travers la ville. La première bibliothèque publique a été créée en 1889 au sein d'un établissement scolaire et attend 1910 pour bénéficier d'une installation dans un bâtiment en propre financé notamment par Andrew Carnegie.

### Musées
Denver accueille de nombreux musées reconnus nationalement, comme le récent musée d'Art de Denver réalisé par l'architecte Daniel Libeskind et qui abrite plus de 30 000 objets d'arts. Le Kirkland Museum of Fine & Decorative Art conserve de nombreuses œuvres de l'artiste Vance Kirkland (en) ainsi que son studio. Le Musée de la nature et des sciences de Denver est un centre d'éducation scientifique informelle accrédité par l'American Alliance of Museums (AAM). Le centre des Arts du spectacle de Denver est le second plus grand complexe des Arts du spectacle du pays après le Lincoln Center de New York. Le quartier très animé de LoDo accueille de nombreuses galeries d'art, des restaurants, des bars, des cinémas et des discothèques. Grâce à toutes ces animations, Denver a été classée trois années consécutives comme la meilleure ville pour les célibataires.
La ville a acheté en 2004 les œuvres de l'artiste abstrait Clyfford Still et souhaite les exposer en 2010 près du musée des Arts de Denver.

### Édifices religieux
Denver abrite notamment deux grands édifices religieux :
- la cathédrale catholique de l'Immaculée-Conception ;
- la cathédrale Saint-Jean de l'Église épiscopalienne des États-Unis.

### Spectacles

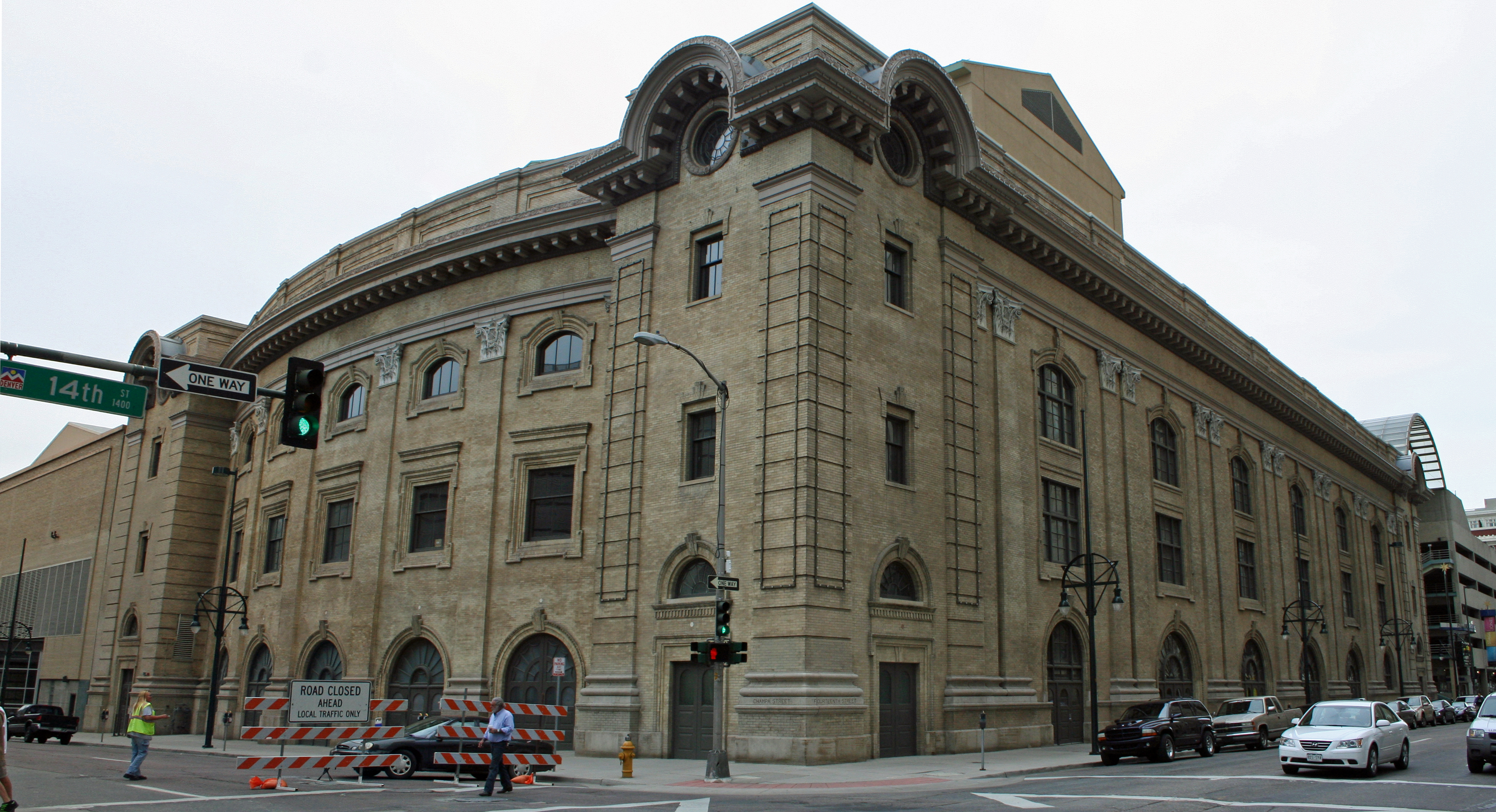
Le Ellie Caulkins Opera House.

L'Apollo Hall ouvrit rapidement après la fondation de la cité en 1859 en offrant de nombreux spectacles pour les nouveaux colons. Dans les années 1880, Horace Tabor construisit le premier opéra de la cité. Au début du XXe siècle, les dirigeants de la ville ont mis en route un programme d'embellissement de la ville composé de parcs, de musées et d'un auditorium municipal aujourd'hui connu sous le nom de Ellie Caulkins Opera House. En 1988, une taxe municipale de 0,01 % fut instaurée pour subventionner diverses actions régionales dans le domaine de la culture et de la science. La taxe fut renouvelée en 1994 et 2004, ce qui permet à l'organisme gérant les fonds de subsister au moins jusqu'en 2018.
Bien que Denver ne soit pas reconnue comme le berceau d'un type de musique contrairement à d'autres grandes villes américaines, la cité dispose d'une scène musicale active dans les musiques pop, jazz, jam, folk et musique classique. La ville fut dans les années 1960 et 1970 reconnue dans le domaine de la musique folk en accueillant des chanteurs de renom comme Bob Dylan, Judy Collins et John Denver qui y vivaient tout en jouant dans les clubs locaux.

### Loisirs
Grâce à son climat ensoleillé et à la proximité des montagnes, la ville est appréciée pour ses activités en extérieur. En hiver, les habitants se rendent fréquemment en week-end pour skier dans les montagnes. En été, ils y vont pour faire des randonnées et/ou camper.
Le Colorado est un État d'élevage de bétail. Ses plaines sont la résidence de nombreux cowboys, ce qui a valu à la capitale de l'État, Denver, d'être surnommée Cowtown. Ce surnom remonte au temps où le bétail était amené en masse par les éleveurs dans les marchés à bestiaux de la ville pour y être vendus.
En janvier, la foire d'agriculture National Western Stock Show ou stock show est, selon les habitants, le plus grand événement au monde mettant en avant le style de vie de l'ouest des États-Unis en attirant plus de 10 000 animaux et plus de 700 000 visiteurs.
Au mois de mars a lieu la seconde plus grande parade de la saint-Patrick aux États-Unis.
Le zoo de Denver accueille plus de 4 000 animaux et fait partie des dix meilleurs zoos du pays.
Côté gastronomie, la cité peut offrir des spécialités mexicaines épicées, du bœuf ou du bison des plaines ou des truites en provenance des proches montagnes Rocheuses. De nombreux restaurants proposent la majorité des cuisines internationales.

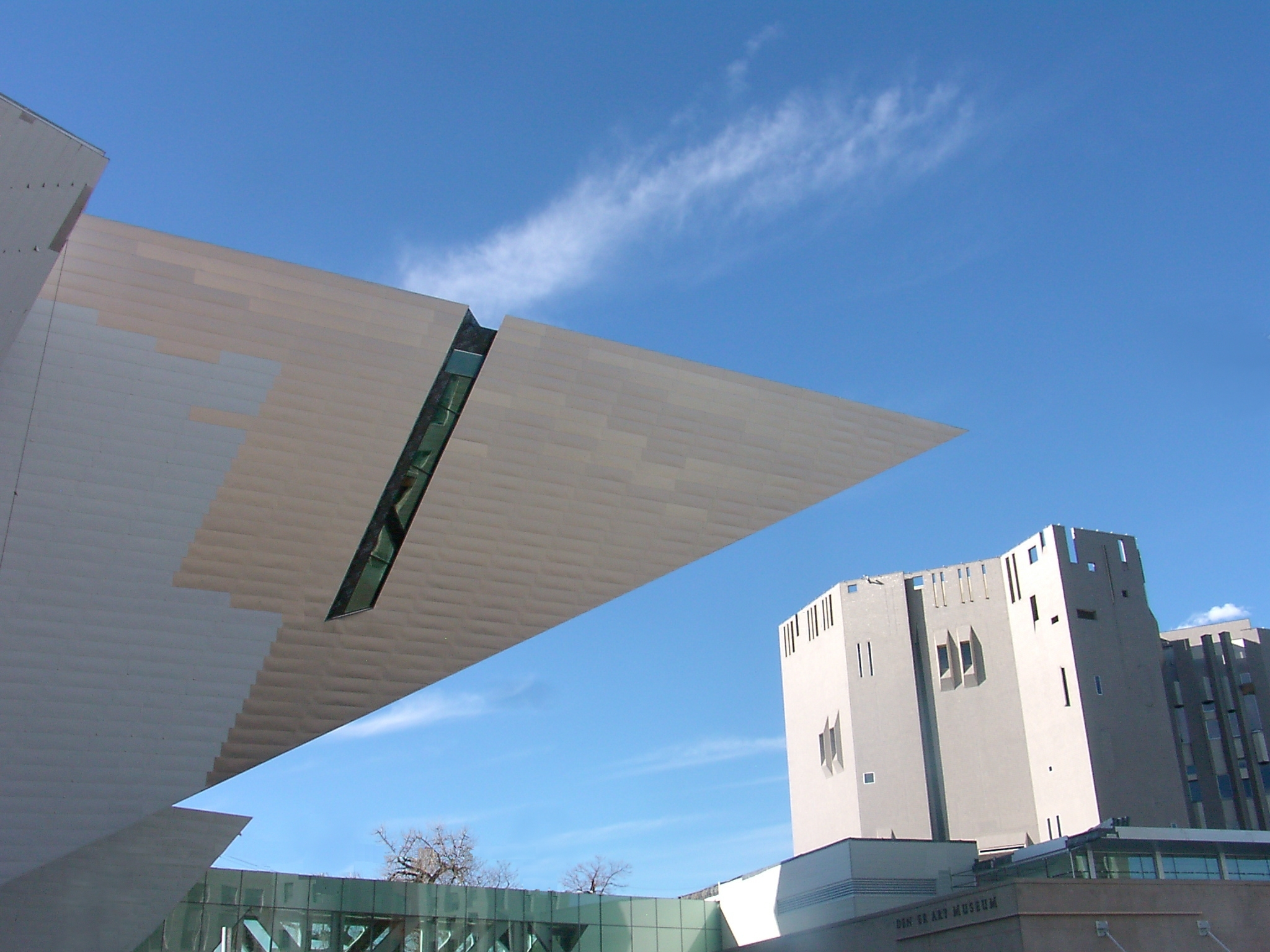
Le musée d'Art de Denver.
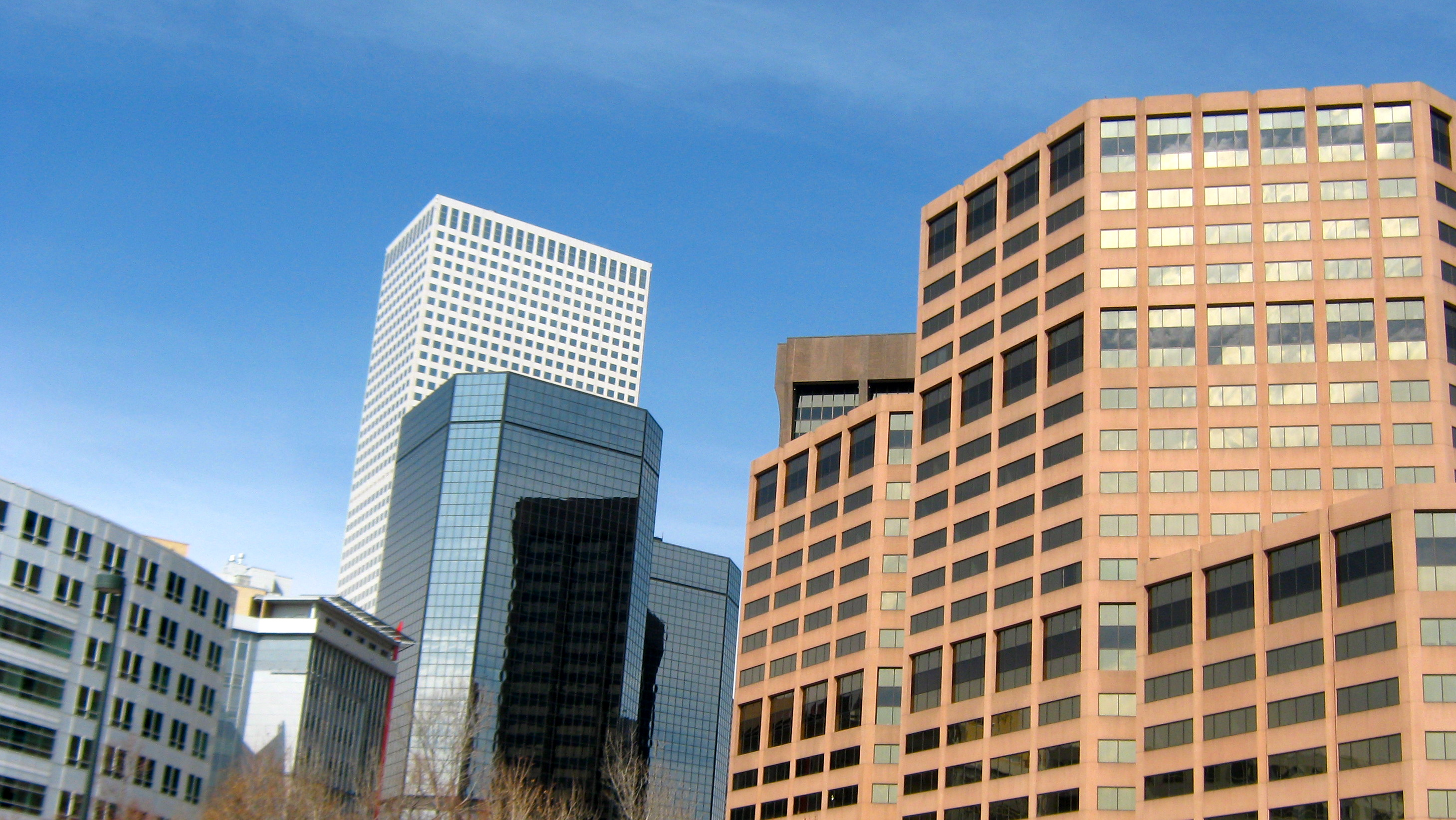
Une sculpture à Denver.
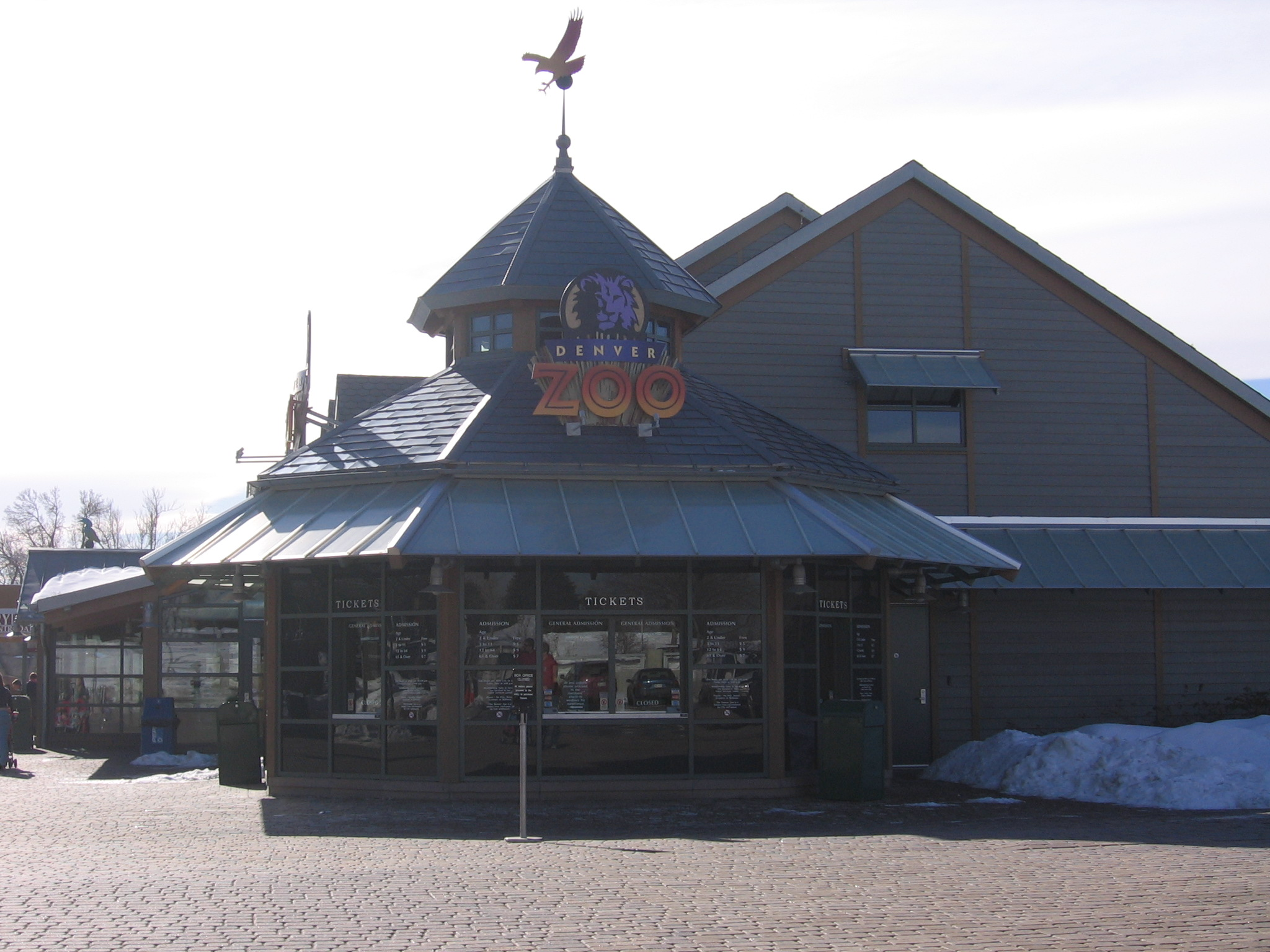
Entrée du zoo de Denver.

### Médias
La zone urbaine de Denver-Aurora est desservie par de nombreux médias de presse, de radio, de télévision et d'internet. Denver est également desservie par plus de 40 stations de radio diffusant en FM et AM couvrant une large variété de styles musicaux. Denver est classé 11e marché pour la radio aux États-Unis.
Après une longue rivalité, les deux principaux journaux, le Denver Post et Rocky Mountain News, ont fini par coopérer à partir de 2001 en vertu d'un accord d'exploitation conjointe, pour former la Denver Newspaper Agency. Cette nouvelle société gère toutes les opérations non rédactionnelles des deux journaux, à savoir la publicité et la distribution. Les journaux ont été publiés séparément (sauf les week-ends, le Rocky Mountain News a été publié seulement le samedi et le Denver Post le dimanche) et maintiennent une certaine concurrence entre eux. Le Rocky Mountain News a cessé de paraître en 2009. Il existe par ailleurs plusieurs journaux alternatifs publiés à Denver, dont le Westword, le Denver Daily News, The Onion, et le Out Front Colorado. Denver est le siège de plusieurs magazines régionaux tels que 5280 qui doit son nom à l'altitude de la ville et Denver Magazine qui met en valeur les lieux intéressants de la cité.

## Vie sociale

### Éducation

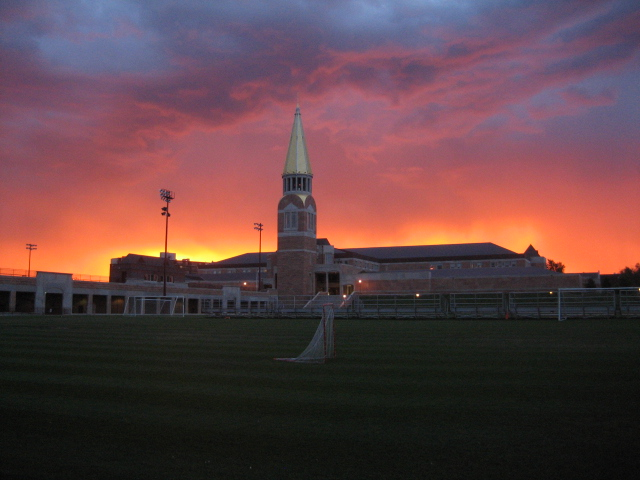
Le centre Ritchie à l'université de Denver.

Les Écoles publiques de Denver (DPS') est le système scolaire public de Denver. Il compte actuellement environ 73 000 élèves dans 73 écoles élémentaires, 15 écoles pour enfants de moins de huit ans de type K-8 schools, 17 écoles intermédiaires, 14 écoles secondaires, et 19 charter schools. La première école de la DPS était une cabane en rondins de bois ouverte en 1859 à l'angle de la 12e rue entre les rues Market et Larimer.
Pour l'enseignement supérieur, Denver accueille de nombreuses universités organisées par âges et programmes d'étude. La ville a une institution juive et une institution catholique ainsi qu'une école de médecine et de science. En plus des écoles présentes dans la ville, d'autres sont localisées dans la zone métropolitaine
Au total, la zone métropolitaine de Denver accueille 15 universités et collèges, ce qui représente au total environ 125 000 étudiants. Parmi les établissements de l'enseignement supérieur se trouvent l'université privée de Denver, l'université privée Johnson & Wales, l'université privée jésuite Regis ainsi que trois universités publiques qui constituent l'Auraria Campus.
L'université publique du Colorado a une implantation dans la ville de Denver au niveau de l'Auraria Campus alors que son siège est situé dans la ville proche de Boulder. Au total, elle accueille 28 000 étudiants dans de nombreux domaines (médecine, sciences appliquées, commerce, …). Les branches médicales sont par ailleurs assez bien classées au niveau national.
L'université privée de Denver possède une école de commerce bien classée également. L'enseignement des universités est assez général mais des centres de recherche sont actifs dans les domaines de l'environnement, de la santé, de la mécanique appliquée, de la législation minière et en communication.

### Santé
Le centre hospitalier de Denver (Denver Health Medical Center) est le principal hôpital de la région de Denver. Il est aussi plus communément appelé le Denver General Hospital et accueille surtout les personnes défavorisées et non assurées par la couverture sociale. Depuis 1991, l'hôpital dispense pour près de 2,4 millions de dollars de soins pour les non-assurés. Près de 285 millions de dollars de soins sont dispensés dont 42 % sont financés par la métropole de Denver et 30 % par l'État du Colorado.

### Sécurité
Le département de police de Denver et plus généralement les forces de police à Denver emploient 1 405 personnes. Le badge des policiers a été dessiné en 1928, celui-ci est constitué de trois éléments : l'étoile, l'aigle et le sceau de la ville.

## Sports

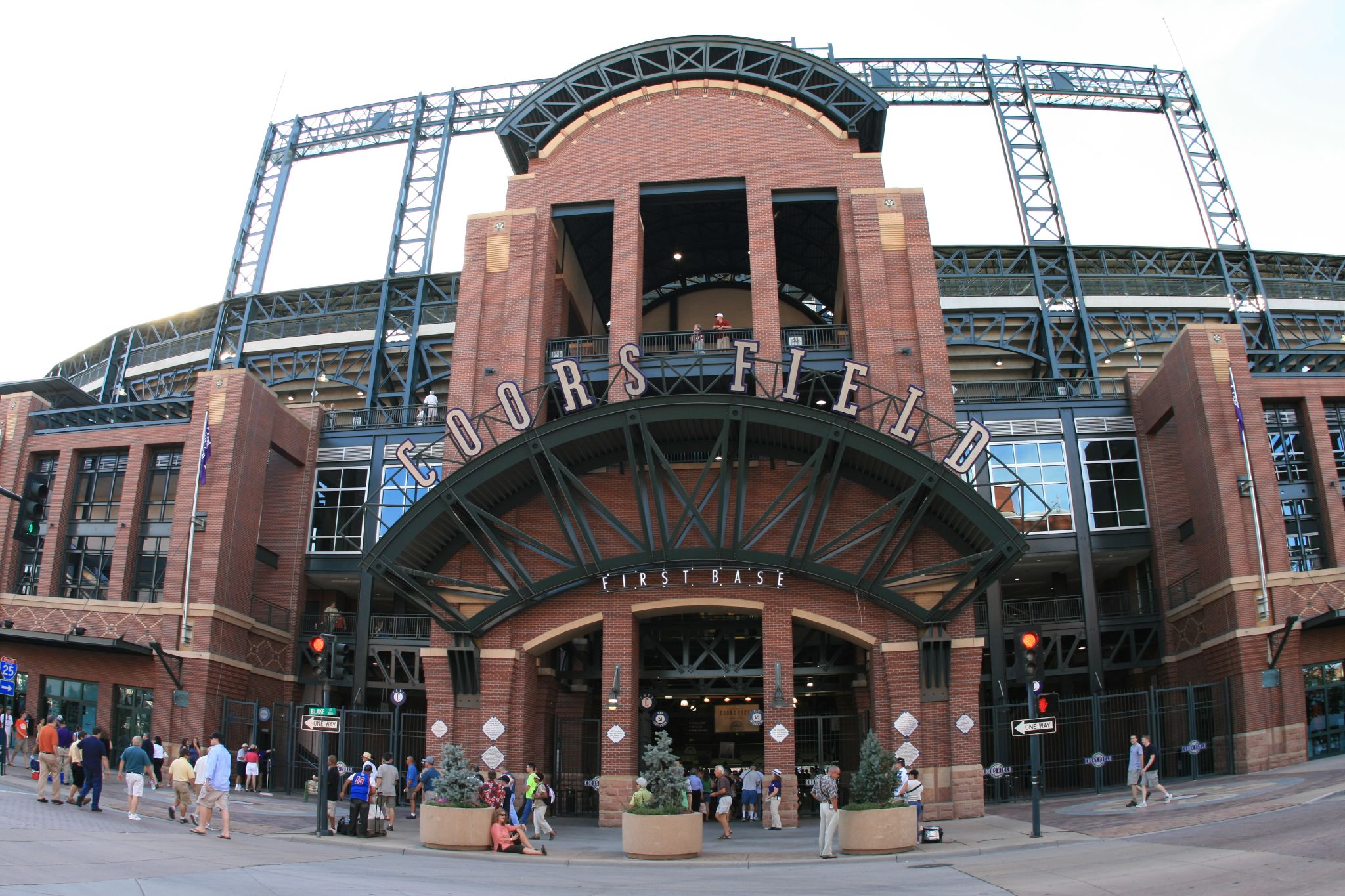
L'entrée du Coors Field à Denver.

Denver possède de nombreuses équipes sportives dont certaines jouent un rôle de premier plan dans les  quatre sports majeurs américains. La ville a été championne dans trois d'entre-eux: football américain, hockey sur glace et basket-ball.
L'équipe de football américain des Broncos de Denver appartient à la ligue nationale de football, la NFL. Elle joue dans l'important stade d' Empower Field at Mile High. L'équipe a participé au Super Bowl à sept reprises et a remporté celui-ci en 1998, 1999 et 2016.
Dans les années 1980 et 1990, les autorités locales ont misé sur l'implantation d'une équipe de baseball notamment en favorisant la construction du stade de Coors Field. L'équipe des Rockies du Colorado fut lancée en 1993.
La cité accueille également l'équipe de hockey sur glace, l'Avalanche du Colorado. Cette équipe, qui participe à la ligue LNH, était, avant 1995, localisée dans la ville de Québec au Canada, l'ancien propriétaire de la franchise qui était alors les Nordiques de Québec n'a pas reçu l'accord du gouvernement québécois pour la prolongation de son bail, donc de garder l'équipe dans la ville de Québec. Il fut alors forcé de revendre sa franchise à des investisseurs américains qui décidèrent d'implanter l'équipe à Denver. Le nom de l'équipe, les Nordiques, fut modifié en Avalanche du Colorado en même temps que l'équipe s'installa à Denver. Le propriétaire déclara que la hausse des salaires des joueurs et l'étroitesse du marché québécois joua un rôle dans la vente. Endetté, il avait fait une demande au gouvernement pour effacer la dette du club, ce qui lui fut refusé. L'équipe a remporté la coupe Stanley en 1996, 2001 et 2022. Elle joue au Ball Arena
Ce stade abrite aussi l'équipe de basketball de la NBA des Nuggets de Denver qui après 47 ans d'existence, est  sacrée championne  de NBA en 2023.
L'équipe de crosse des Mammoth du Colorado de la ligue NLL et l'équipe de football américain en salle Crush du Colorado dans la ligue AFL évoluent également à la Ball Arena.
En 2006, la ville a créé une équipe professionnelle de crosse en extérieur, les Outlaws de Denver. Ils évoluent dans l'Invesco Field en Major League Lacrosse. En 2006, l'équipe remporta le championnat de la conférence Ouest.
| Équipe                | Ligue                               | Stade                      | Fondation | Titres |
| --------------------- | ----------------------------------- | -------------------------- | --------- | ------ |
| Broncos de Denver     | NFL (football américain)            | Empower Field at Mile High | 1960      | 3      |
| Nuggets de Denver     | NBA (basketball)                    | Ball Arena                 | 1967      | 1      |
| Rockies du Colorado   | MLB (baseball)                      | Coors Field                | 1993      | 0      |
| Avalanche du Colorado | LNH (hockey sur glace)              | Ball Arena                 | 1995      | 2      |
| Rapids du Colorado    | MLS (football association - soccer) | Dick's Sporting Goods Park | 1996      | 1      |
| Mammoth du Colorado   | NLL (crosse en salle)               | Ball Arena                 | 2003      | 1      |
| Crush du Colorado     | AFL (football américain en salle)   | Ball Arena                 | 2003      | 1      |
| Outlaws de Denver     | MLL (crosse)                        | Empower Field at Mile High | 2006      | 4      |

## Voies de communication et transports

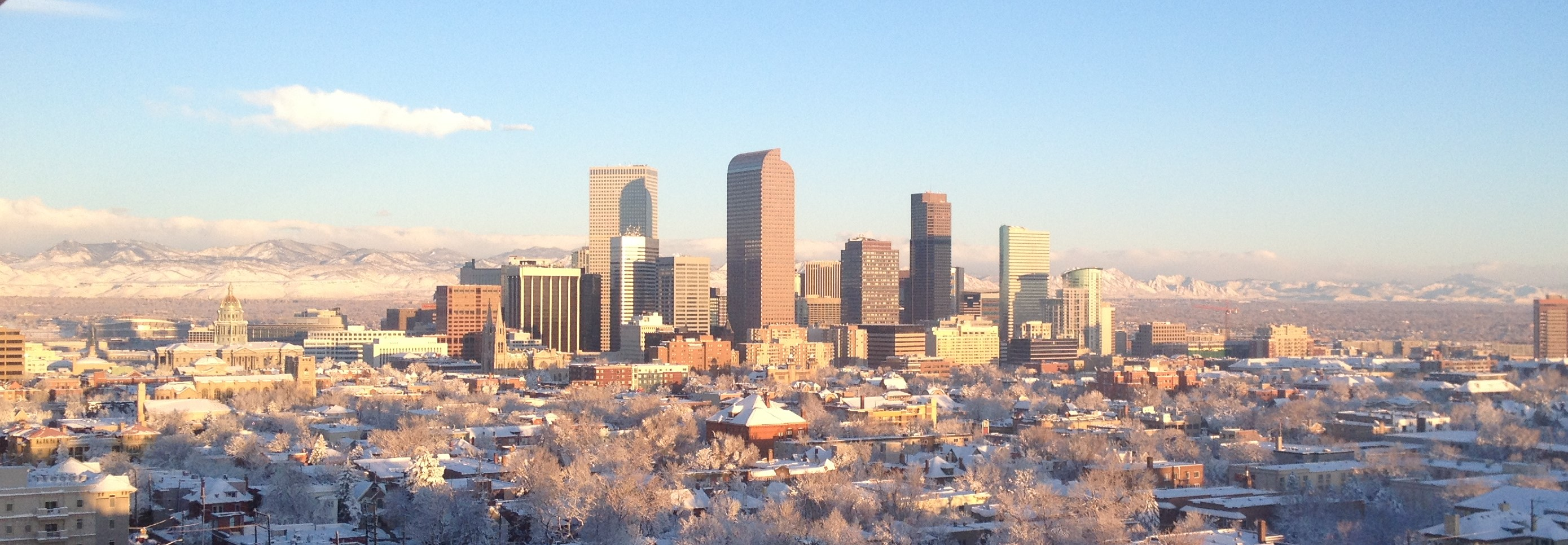
Le panorama urbain de Denver.

### Rues de la ville

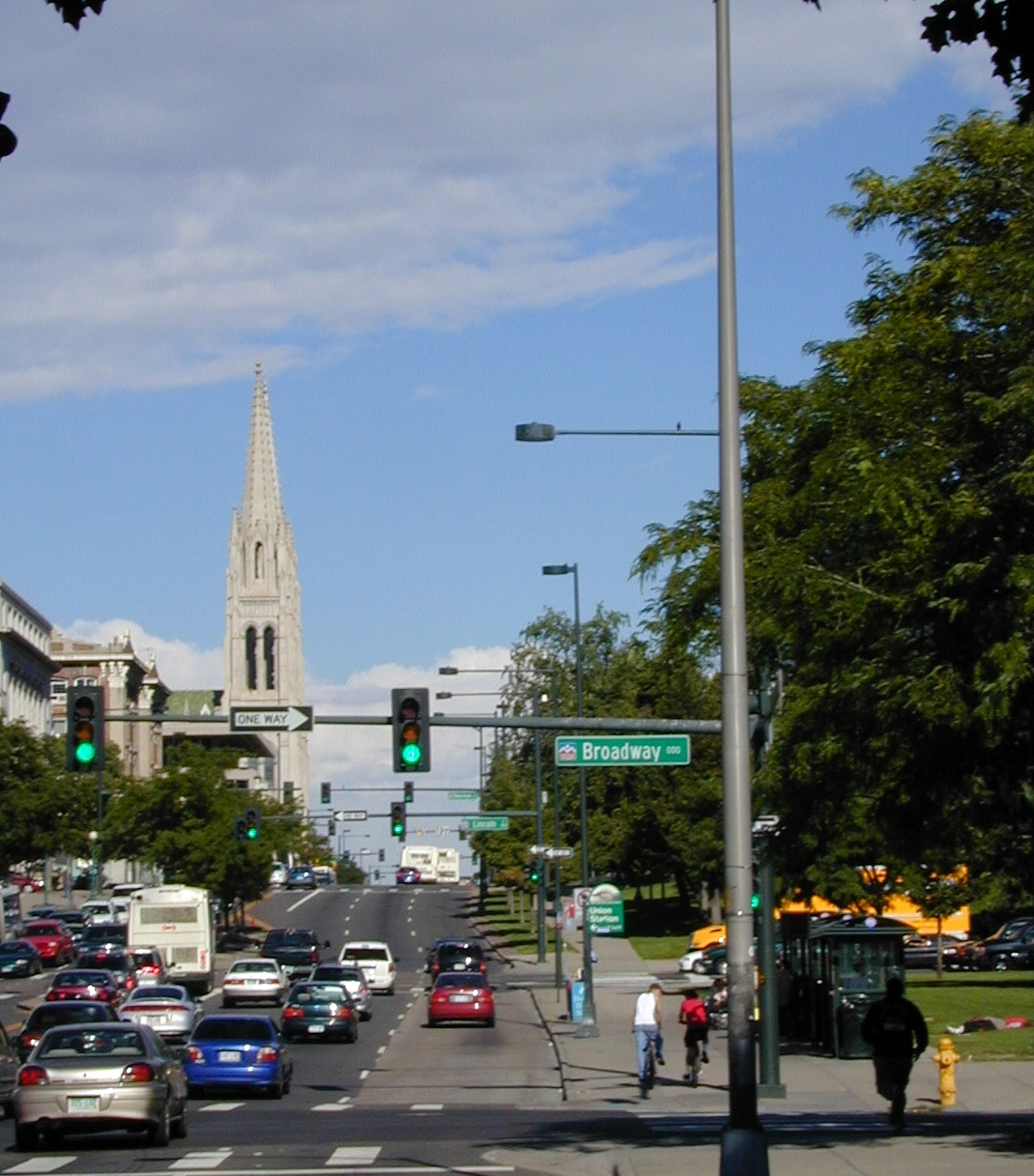
Colfax Avenue à Broadway.

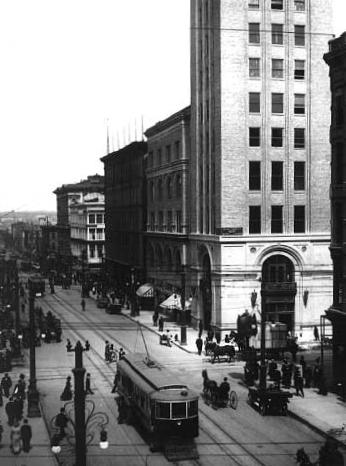
La Street en 1912.

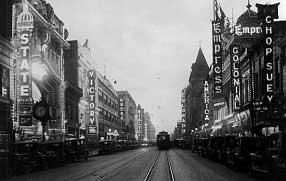
Theater Row au début des années 1900.

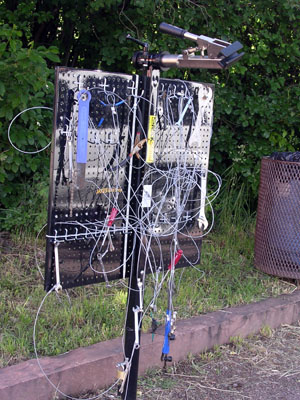
Des outils mis à disposition du public dans Denver pour réparer son vélo.

Les rues de Denver sont organisées selon un plan quadrillé orienté vers les points cardinaux. Les îlots sont identifiés comme «00» dans la médiane de centaines de rues allant de Broadway (la médiane est-ouest, nord-sud) à l'avenue Ellsworth (la médiane nord-sud, est-ouest). Colfax Avenue, la principale artère est-ouest à travers Denver, est constituée de 15 îlots (1500) au nord de la médiane. L'avenue nord de Ellsworth est numérotée (à l'exception de Colfax Avenue et quelques autres), tandis que les voies au sud de Ellsworth sont nommées.
S'ajoute, à cette organisation urbanistique, l'ancien plan quadrillé de la ville conçu pour être parallèle à la zone de confluence de la rivière South Platte et du Cherry Creek. La plupart des rues du centre-ville et dans le LoDo ont une direction nord-ouest / sud-est. Ce système a été conçu pour faire face à l'enneigement; en effet si les rues étaient orientées nord-sud et est-ouest, seules les rues nord-sud recevraient la lumière du soleil. Avec la grille orientée en diagonale, les rues orientées nord-ouest / sud-est reçoivent la lumière du soleil pour faire fondre la neige dans la matinée et celles disposées du nord-est vers le sud-ouest la reçoivent dans l'après-midi. C'est Henry Brown, le fondateur du Brown Palace Hotel, qui eut cette idée d'orientation particulière; une plaque en face de la rue du Brown Palace Hotel lui rend hommage. Les rues nord-ouest / sud-est sont numérotées, tandis que les rues nord-est / sud-ouest sont nommées. Le nom des rues débute à l'intersection de Colfax Avenue et de Broadway avec le bloc proche de Cheyenne Place. Les rues numérotées commencent sous les viaducs de Colfax et de l'Interstate 25. Il y a au total 27 rues nommées et 44 numérotées sur le plan quadrillé. On trouve également quelques vestiges de l'ancien plan quadrillé comme Park Avenue, Morrison Road, et Speer Boulevard.
Les rues, qui ne font pas partie du système pour les déplacements ouest-est, ont comme suffixe « avenue » et celles qui se dirigent vers le nord et le sud ont comme suffixe « Street »(exemples de Colfax Avenue ou de Lincoln Street). Les boulevards sont plus larges que les rues et se dirigent vers toutes les directions (plus communément le nord et le sud). Les petites routes sont parfois désignées par « places », « drives » ou « courts ». La plupart des rues en dehors de la zone située entre le Broadway Boulevard et Colorado Boulevard sont organisées par ordre alphabétique depuis le centre-ville.
Il peut y avoir des confusions entre les deux plans d'organisation, compte tenu surtout des rues à sens unique dans le centre-ville de Denver. Les montagnes à l'ouest de Denver permettent un bon point de repère pour se déplacer dans Denver.
De nombreuses rues dans Denver possèdent une piste cyclable et il existe également un itinéraire indépendant pour les vélos passant dans les parcs ou au bord des cours d'eau, comme le Cherry Creek et la South Platte. Ceci permet à une part importante de la population de Denver de pouvoir utiliser ce mode de transport.
La ville de Denver a établi trois types de dénomination pour les routes. Les artères sont les principales voies, elles s'organisent en réseau pour faciliter la mobilité autour de la ville. Les routes collectrices, de capacité de circulation inférieure aux artères, desservent les différents quartiers et le central business district depuis les artères. Les routes locales donnent accès à des lotissements.

### Transport autoroutier
La ville de Denver possède un taux de motorisation important, il est de 1,07 voiture par personne pour l'année la plus récente.
Denver est principalement desservie par les autoroutes interétatiques I-25 et I-70. L'intersection des deux autoroutes est appelé localement le piège à souris. La I-70 est un axe routier qui relie, dans le sens est-ouest, l'Utah au Maryland. La I-25 est une autoroute méridienne qui prend naissance au Nouveau-Mexique, dessert Denver et va jusqu'au Wyoming. Des autoroutes moins importantes sont également présentes dans le paysage routier de la ville. L'I-225 traverse Aurora et se connecte avec l'I-25, dans le sud-est de Denver. L'I-76 emprunte d'abord l'I-70, juste à l'ouest de la ville d'Arvada, croise l'I-25, au nord de la ville et tourne au nord-est vers le Nebraska où elle se termine en rejoignant l'I-80. Denver possède également une rocade quasi complète appelée le 470.
Un projet de développement d'autoroutes et de voies de transit vers les États du Sud par le couloir de l'I-25, baptisé T-REX (TRansportation EXpansion projet), a été finalisé le 17 novembre 2006. Le projet instaure des voies de circulation plus larges et plus nombreuses pour améliorer l'accès et le drainage autoroutier. Le projet inclut également une ligne de métro léger sur rail qui traverse la ville du centre à l'extrémité sud de la zone métropolitaine à Lincoln Avenue. Le projet prévoit une voie longue de 31 km qui sera parallèle à l'I-225.

### Transports en commun
Les transports publics de l'agglomération de Denver-Aurora sont gérés et coordonnés par le Regional Transportation District (RTD). Le RTD exploite actuellement plus de 1 000 autobus et compte plus de 10 000 arrêts de bus dans 38 administrations municipales et dans huit comtés autour de la zone métropolitaine de Denver-Aurora-Boulder. De plus, la RTD exploite les six lignes du métro léger de Denver. Il comprend les lignes C, D, E, F, G et H, avec un total de 56 km de voies desservant 36 stations. FasTracks est un projet d'extension du métro léger, approuvé par les électeurs de Denver en 2004, qui bénéficiera aussi aux communautés voisines.

### Transport ferroviaire
L'Amtrak, le réseau national américain de transport ferroviaire pour voyageurs, propose la ligne California Zephyr qui communique quotidiennement dans les deux sens entre Chicago (Illinois) et Emeryville, sur la baie de San Francisco (Californie). La compagnie Amtrak Thruway services est une société privée de bus reliant Denver aux montagnes Rocheuses. Des liaisons journalières d'Amtrak relient également Denver à la ville d'Albuquerque au Nouveau-Mexique. En outre, il existe un « train neige » roulant sur la ligne de l'ancienne compagnie ferroviaire Denver & Rio Grande Western Railroad et qui achemine les passagers entre Denver et la station de sports d'hiver Winter Park dans le Colorado.
Dans les premières années après la fondation de Denver, la ville est devenue un point clef dans la desserte ferroviaire de l'ouest, ce qui est encore visible de nos jours. Les trains s'arrêtent à la gare historique de Denver, l'Union Station, où les voyageurs peuvent avoir accès au système de navettes gratuites par bus Free MallRide ou au métro léger pour faire un tour de la ville. L'Union Station servira probablement à compléter le dispositif de FasTracks de la métropole.

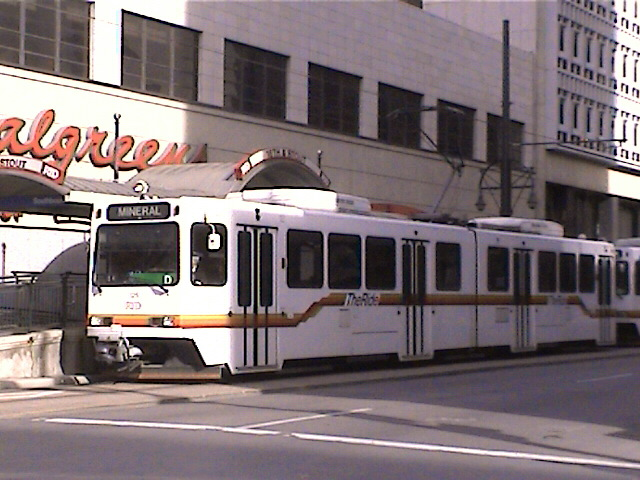
Denver, métro léger de la RTD.
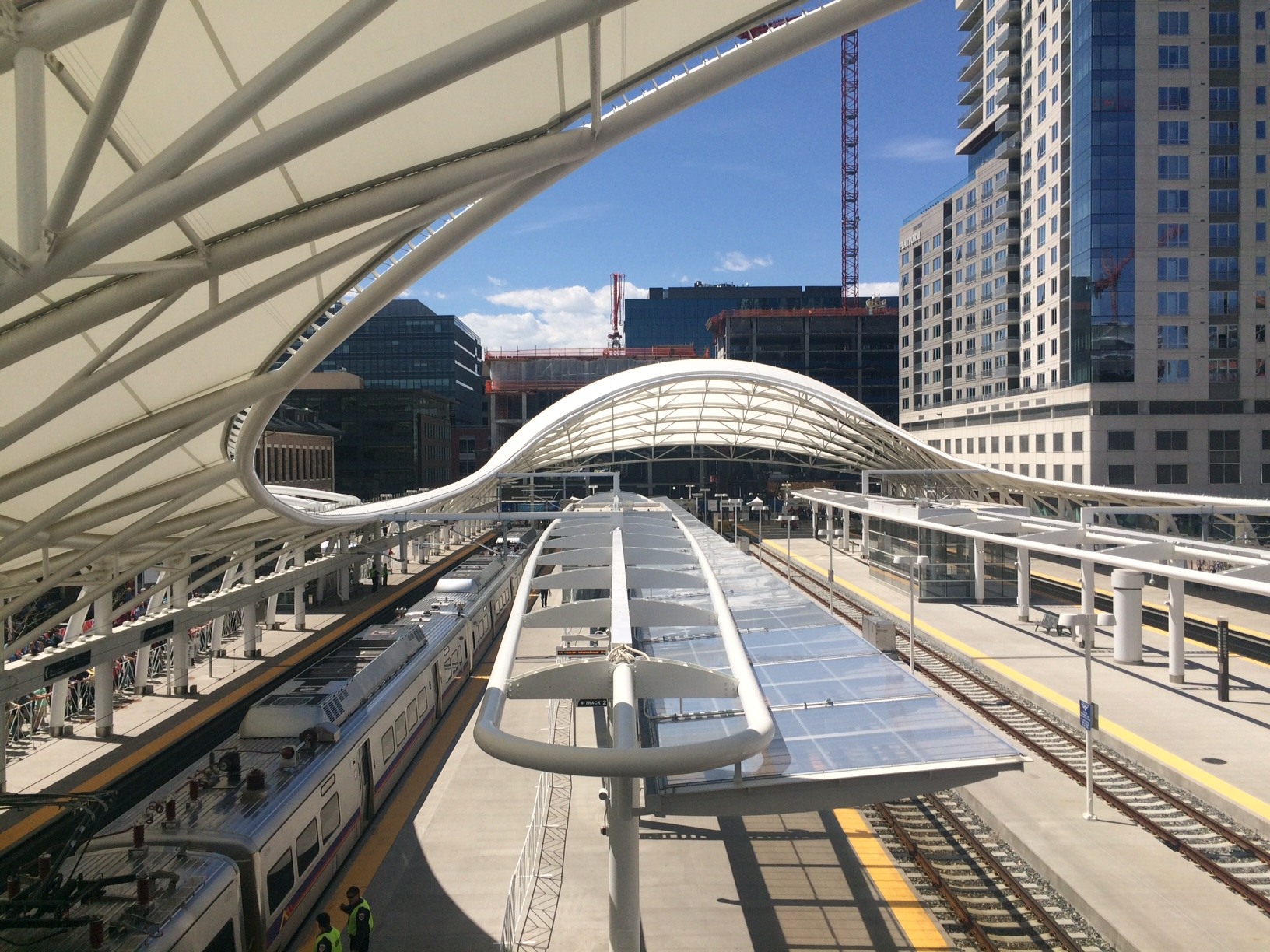
Union Station.
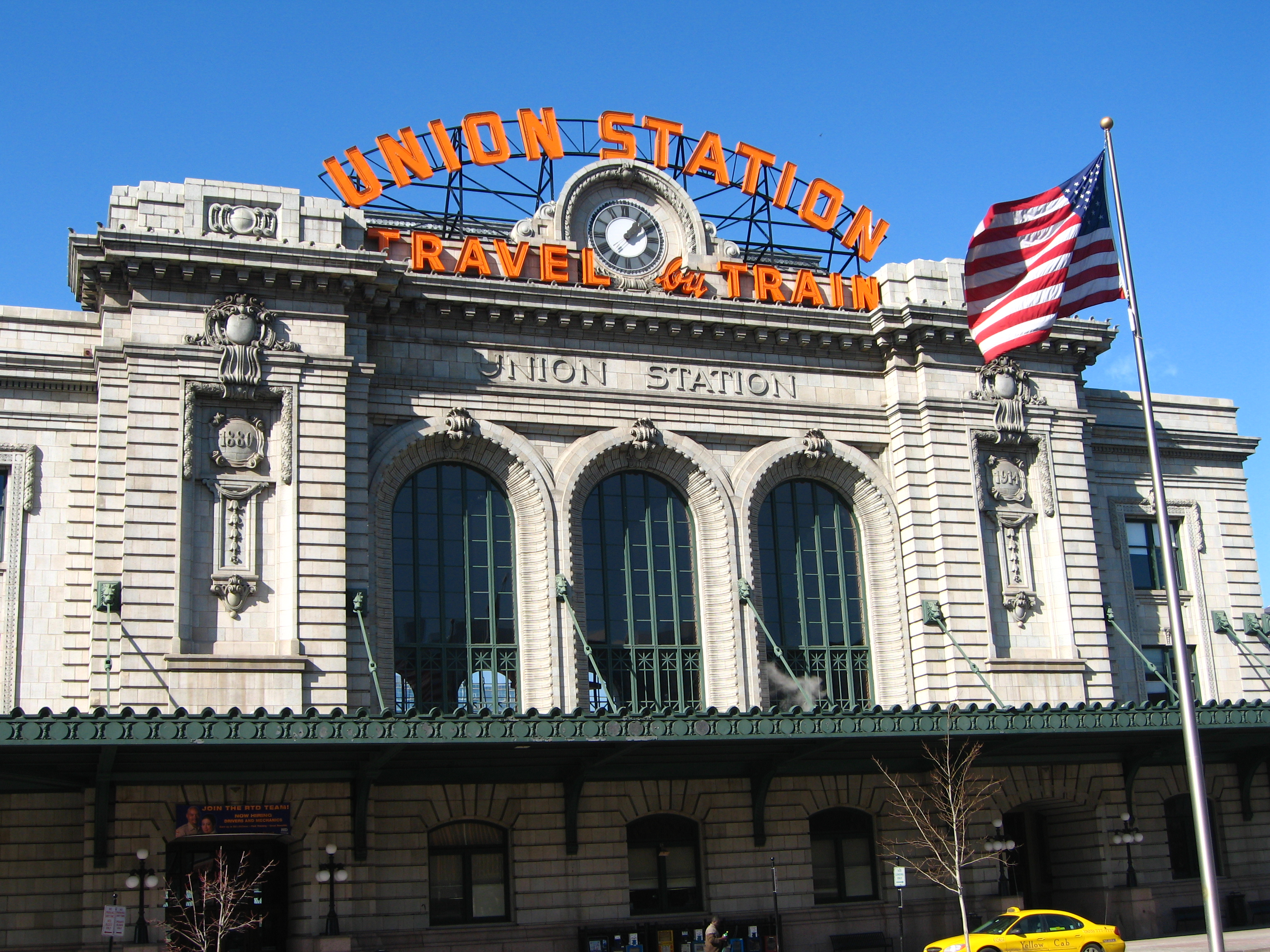
Union Station.
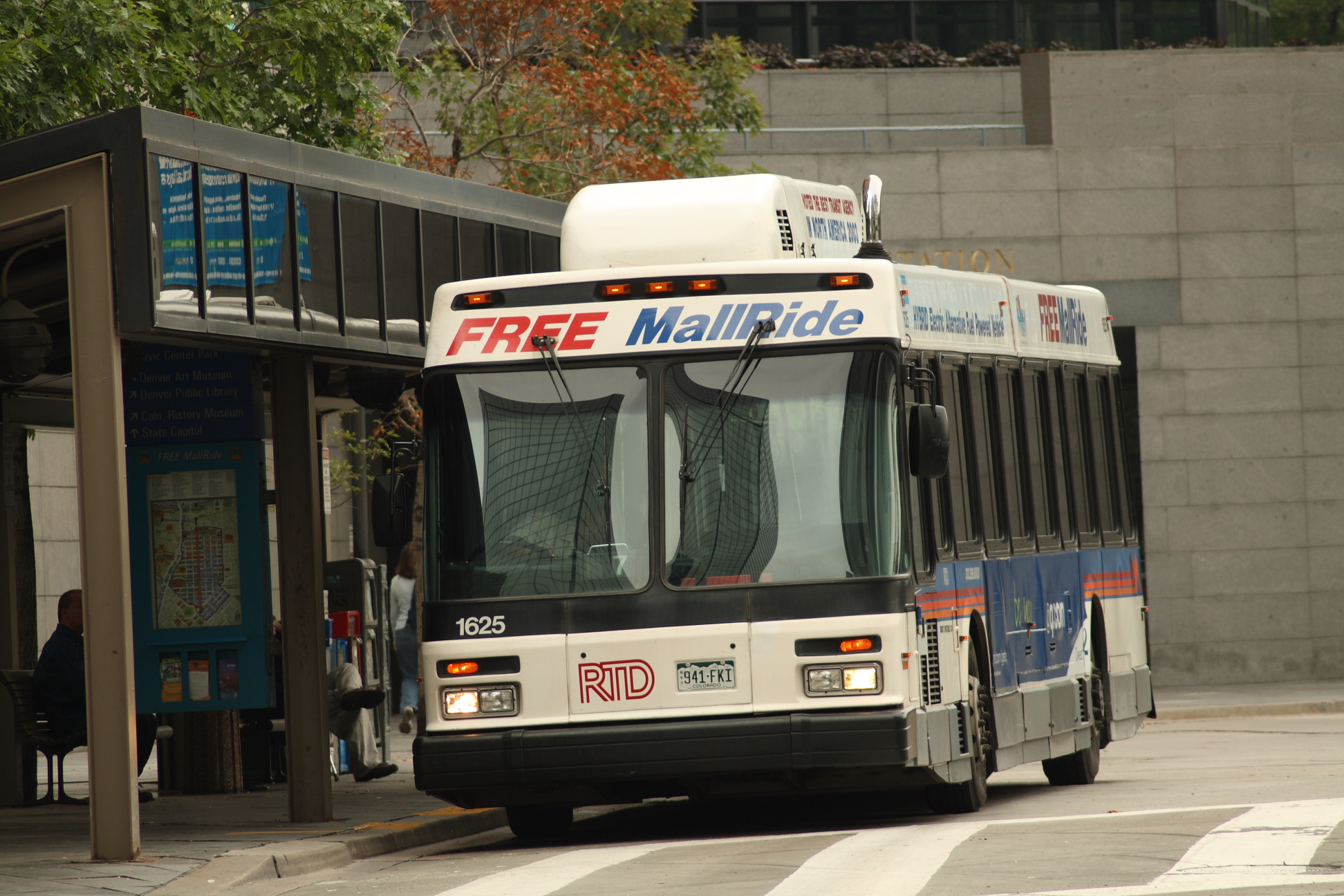
Un autobus de la RTD.

### Transport aérien

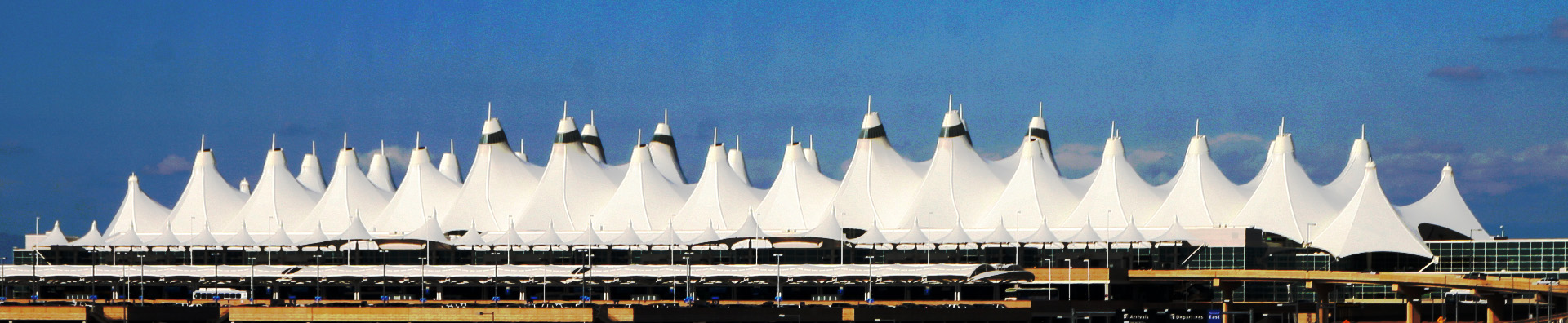
Le toit de l'aéroport international de Denver a été dessiné pour ressembler aux montagnes Rocheuses sous la neige.

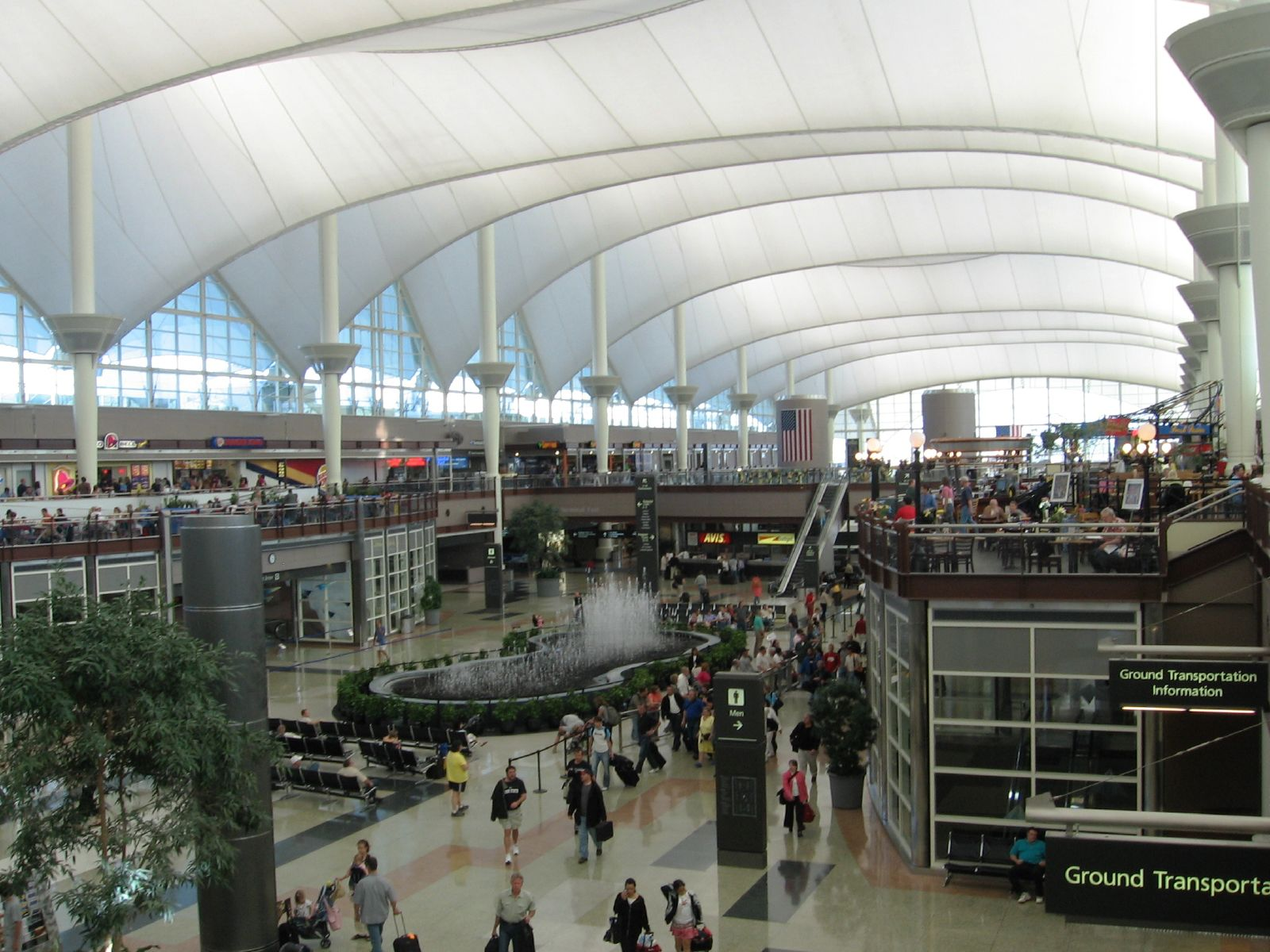
Intérieur de l'aéroport de Denver.

Inauguré en 1995 après 3 ans de travaux, l'aéroport international de Denver, couramment appelé DIA, est le principal aéroport de la région entourant la ville. Le DIA est situé à 30 km à l'est-nord-est du capitole de l'État du Colorado. Il est le dixième aéroport le plus fréquenté au monde et figure au quatrième rang aux États-Unis, avec 47 324 844 passagers en 2006. Les emprises aéroportuaires couvrent plus de 137 km2, ce qui en fait le plus grand aéroport en superficie des États-Unis, plus étendu que l'île de Manhattan. L'aéroport sert de plaque tournante pour United Airlines et est également le siège social de la compagnie Frontier Airlines. La toiture blanche en fibres de verre de 60 700 m2 est soutenue par 34 mâts reliés par 16 km de câbles. Son concept architectural vise à rappeler les sommets enneigés des proches montagnes Rocheuses.
Depuis sa création, l'aéroport fait l'objet de plusieurs théories allant de la base d'aliens, aux sculptures hantées, au sous-sol abritant un cimetière amérindien,,. La direction de l'aéroport utilise avec humour ses théories pour des campagnes d'affichages détaillant leurs travaux.
Trois autres aéroports desservent la région de Denver. Rocky Mountain Metropolitan Airport (KBJC) se situe à 22 km au nord-nord-ouest, aéroport Centennial (KAPA) à 22 km au sud-sud-est, et Front Range Airport (KFTG) à 38 km à l'est du capitole.
Dans le passé, Denver a été le siège d'installations aéroportuaires qui ne sont plus opérationnelles. L'aéroport international Stapleton a été fermé en 1995 quand il a été remplacé par le DIA. Lowry Air Force Base est un centre de formation militaire de vol qui a cessé ses activités aériennes en 1966, qui fut suivi par la fermeture de la base en 1994. Il est actuellement utilisé à des fins résidentielles. Buckley Air Force Base, une ancienne base des forces aériennes, est actuellement la seule installation militaire dans la région métropolitaine de Denver.

## Jumelages
La ville de Denver est jumelée avec plusieurs villes étrangères :
- Brest (France) depuis 1959
- Takayama (Japon) depuis 1960
- Nairobi (Kenya) depuis le 2 mars 1975
- Karmiel (Israël) depuis 1977
- Cuernavaca (Mexique) depuis 1983
- Potenza (Italie) depuis 1983
- Chennai (Inde) depuis 1984
- Kunming (Chine) depuis 1985
- Aksoum (Éthiopie) depuis le 12 novembre 1995
- Oulan-Bator (Mongolie) depuis 2001
- Akureyri (Islande) depuis 2012